# Spor o Shakespearovo autorství
Spor o Shakespearovo autorství je spor o to, zda někdo jiný než William Shakespeare ze Stratfordu nad Avonou napsal divadelní hry a sonety, které jsou Shakespearovi tradičně připisovány. Podle antistratfordiánů, což je kolektivní označení pro příznivce všech alternativních teorií, byl Shakespeare ze Stratfordu „nastrčenou postavou“, která měla krýt totožnost skutečného autora nebo autorů, kteří se z nějakého důvodu chtěli vyhnout veřejné známosti a s tím spojenému uznání, nebo je nemohli přijmout. Přestože tato myšlenka získala značnou pozornost veřejnosti, jen menšina odborníků zaměřených na výzkum Shakespearova díla a literárních historiků ji pokládá za hodnověrnou. Většina shakespearologů jsou zastánci tradičního názoru a zabývají se alternativními teoriemi jen s úmyslem je vyvrátit.
Stratfordiáni odmítají všechny argumenty podávané zastánci jiných teorií o autorství Shakespearova kánonu jako neopodstatněné. Dlouhodobě nejpopulárnější alternativní teorii, která připisuje toto autorství Edwardovi de Vere, 17. hraběti z Oxfordu, mnoho zastánců stratfordské teorie donedávna téměř ignorovalo. V posledních letech[kdy?] však diskuse mezi ortodoxní stratfordskou obcí a tzv. oxfordiány znatelně přibrala na intenzitě, i když se mnohdy děje nepřímo.
Shakespearovo autorství bylo prokazatelně poprvé zpochybněno v polovině 19. století, kdy se po celém světě rozšířilo oslavování Williama Shakespeara jako největšího spisovatele všech dob. Okolnosti života Williama Shakespeara ze Stratfordu, zvláště jeho skromný původ a četná temná místa v jeho biografii, se však podle některých badatelů neslučovaly s neobyčejným básnickým nadáním autora a jeho reputací jako génia. To podnítilo podezření, že William Shakespeare ze Stratfordu možná nenapsal díla, která jsou mu připisována. Tato kontroverze se rozšířila do značné části literatury. V průběhu doby bylo postupně více než 70 historických postav navrženo jako možní kandidáti autorství. Značnou pozornost získali však jen Francis Bacon, William Stanley, 6. hrabě z Derby, Christopher Marlowe a od roku 1920 až do dneška především Edward de Vere, 17. hrabě z Oxfordu.
Badatelé, kteří podporují alternativní kandidáty, považují ony postavy, kterým dávají přednost, ze svého pohledu za mnohem vhodnější autory Shakespearova kánonu, než je William Shakespeare ze Stratfordu. Uvádějí ale celkem shodně, že tento muž postrádal mj. vzdělání a znalost jazyků. Oxfordiáni poukazují na chybějící potřebné zkušenosti z pobytů v Itálii a Francii, kde se odehrává 16 Shakespearových her. Tyto zkušenosti však měl Edward de Vere. V neposlední řadě upírají tito badatelé Williamu Shakespearovi znalost anglického královského dvora, kterou považují za téměř klíčovou. Také aristokratické zvyky, noblesa a citlivost a všechny předešlé znalosti a zkušenosti, které se „projevují v Shakespearově díle“, nemohl William Shakespeare ze Stratfordu podle nich mít. „Tyto dvě představy – že Shakespearův kánon představuje vrchol lidské kultury, zatímco William Shakespeare byl naprosto nevzdělaný venkovan – se spojily a přesvědčily Delii Baconovou a její následovníky, že titulní strana Prvního folia a jeho úvody by mohly být jen součástí skvěle vypracované šarády, zosnované nějakou vysoce postavenou osobností.“
Zastánci většinové stratfordiánské pozice naopak tvrdí, že biografické interpretace literatury nejsou spolehlivé pro určení autorství, což ovšem platí i pro Williama Shakespeara ze Stratfordu. Dále je uváděno, že souběh známých důkazů autorství Williama Shakespeara ze Stratfordu – za které jsou považovány titulní stránky vydaných děl, výpovědi některých básníků a historiků za jeho života a v období po zveřejnění Prvního fólia a dále některé oficiální záznamy – je stejný jako u ostatních autorských atribucí té doby. Důkazy tohoto typu nebyly nalezeny pro jakéhokoli jiného kandidáta. Podle argumentace stratfordiánů nebylo autorství Williama Shakespeara zpochybněno ani za jeho života, ani po dobu několika století po jeho smrti. Proti těmto tvrzením byly však v posledních letech[kdy?] vysloveny ze strany zastánců oxfordské teorie značné výhrady.
Doposud existuje konsensus převážné části vědecké obce, že William Shakespeare ze Stratfordu byl autorem shakespearovského kánonu. Počet skeptiků, kteří zastávají odlišné teorie o autorství, byl sice doposud relativně malý, ale v posledních letech[kdy?] roste aktivní skupina odpůrců, včetně prominentních, veřejně známých osob, kteří toto konvenční připsání autorství Williamu Shakespearovi ze Stratfordu stále více zpochybňují. Snaží se o všeobecné uznání autorské otázky jako legitimního pole působnosti vědecké obce a v posledním důsledku o přijetí některého z alternativních kandidátů za pravého autora.

## Přehled
Argumenty, předkládané antistratfordiány, mají několik společných rysů. Snaží se dokázat nepravost autorství Williama Shakespeara ze Stratfordu a obvykle nabízejí argumenty ve prospěch jiných kandidátů. Často také předpokládají teorie různých konspiračních spiknutí, která měla skutečného autora chránit před odhalením nebo naopak tomuto odhalení zabránit. Tím vysvětlují, proč neexistují žádné přímé důkazy pro jejich kandidáta a proč historické záznamy podporují autorství Shakespeara ze Stratfordu.
Mnoho antistratfordiánů tvrdí, že Shakespearův kánon předvádí takovou šíři vědomostí a takovou důvěrnou znalost alžbětinského a jakubovského dvora a politiky, že nikdo jiný, než vysoce vzdělaný šlechtic nebo člen dvora by je napsat nemohl. Vedle literárních referencí, kritických komentářů a poznámek o herectví jsou všechny dostupné údaje o Shakespearově životě nezajímavé osobní záznamy jako zápisy v matrikách o křtu, sňatku a úmrtí, daňové záznamy, žaloby dlužníků a transakce s nemovitostmi. Navíc žádný historický dokument nedosvědčuje, že by Shakespeare získal nějaké vzdělání. Nedochoval se žádný dopis nebo rukopis, který by prokazatelně napsal Shakespeare ze Stratfordu. Skeptikům se tak rýsuje profil osoby, která se výrazně liší od autora těchto her a poezie. Podle Charlese Nicholla některé proslulé, veřejně činné osobnosti, jako byli Walt Whitman, Mark Twain, Helen Kellerová, Henry James, Sigmund Freud, Charlie Chaplin a Orson Welles, shledaly argumenty proti autorství Williama Shakespeara ze Stratfordu přesvědčivými a jejich podpora představuje důležitý prvek v argumentaci antistratfordiánů. Je ovšem známa celá řada jmen již zemřelých nebo žijících osobností nejmenovaných Nichollem, které rovněž odmítly autorství Williama Shakespeara ze Stratfordu nebo k němu vyjádřily vážné výhrady. Patří k nim britští premiéři 19. století Lord Palmerston a Benjamin Disraeli a francouzský prezident Charles de Gaulle, dále také mj. angličtí spisovatelé Charles Dickens a John Galsworthy, soudce Nejvyššího soudu USA John Paul Stevens, americký diplomat a politik Paul Nitze a anglický historik Hugh Trevor Roper.
Jádrem argumentů uváděných pro a proti určitému kandidátovi je povaha důkazů, užívaných v literární vědě při určování autorství. Argumentace antistratfordiánů vychází z důkazů, které lze označit jako „nepřímé důkazy“. Mj. to jsou podobnosti mezi postavami a událostmi popisovanými v Shakespearově díle a životopisnými údaji jejich preferovaného kandidáta, zvláště hraběte z Oxfordu, a literární paralely mezi Shakespearovým dílem a známými díly kandidáta. V poslední době hrají určitou roli také skryté kódy a kryptografické narážky v Shakespearově díle (například v Sonetech) nebo v dílech jeho současníků, které byly podle údajů několika badatelů nalezeny.
Naproti tomu jsou tradiční shakespearologové a literární historici prosazující autorství Williama Shakespeara ze Stratfordu závislí na důkazech, jakými jsou např. uvedení autora pod tímto jménem na titulní straně vydaného díla, ve vládních záznamech (rejstřík nakladatelů [Stationers’ Register] a účtech úřadu pro královské zábavy [Accounts of the Revels Office]). Dále to jsou současná svědectví básníků, historiků a těch herců a dramatiků, kteří se Shakespearem spolupracovali, a interpretace nálezů získaných některými novějšími stylometrickými studiemi. Podle stratfordiánů takové důkazy potvrzují autorství herce Williama Shakespeara. Tito badatelé uvádějí, že to jsou stejná kritéria, jaká se užívají v jiných případech připsání autorství, a jsou vnímána jako standardní metodologie.

## Důkazy proti Shakespearovu autorství
O Shakespearově osobním životě je známo velmi málo a závěry, založené na mezerách v jeho životopise, jsou užívány jako nepřímé důkazy proti jeho autorským schopnostem. Navíc je nedostatek životopisných údajů pokládán za náznak toho, že se vládní úředníci a další osoby organizovaně pokusili vymazat z historických záznamů všechny stopy po Shakespearovi a zároveň utajit totožnost skutečného autora. Chybějící záznamy o Shakespearově docházce na stratfordskou školu oxfordiánský badatel Ogburn a jiní vysvětlují tak, že byly úmyslně zničeny, aby se zamaskovalo, že Shakespeare školu nenavštěvoval.

### Shakespearův původ

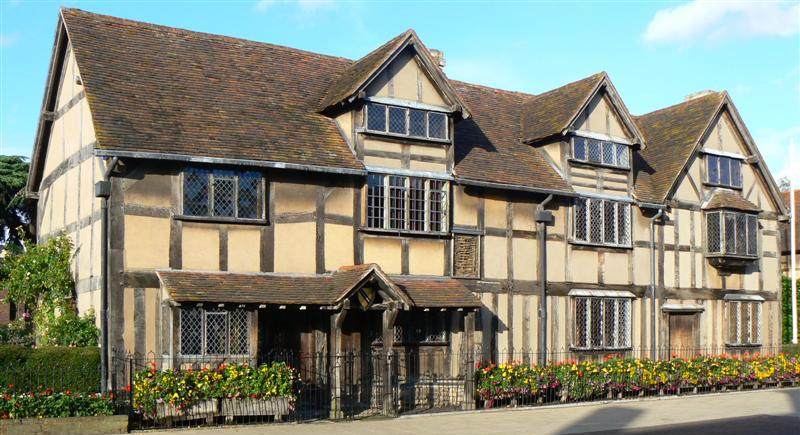
Dům s hrázděnou konstrukcí ve Stratfordu nad Avonou je pokládán za rodiště Williama Shakespeara

Shakespeare se narodil, oženil a byl pohřben ve Stratfordu nad Avonou, tržním městě asi 100 mil (160 km) severozápadně od Londýna, které v té době mělo asi 1500 obyvatelů. Město bylo místním centrem trhu a porážek skopového dobytka, vyčiňovaly se v něm ovčí kůže a obchodovalo se s vlnou. Antistratfordiáni město často popisují jako místo, kde lišky dávaly dobrou noc, které celkově postrádalo kulturní prostředí, nutné k rozvoji velkého génia, a líčí Shakespeara jako vcelku nevzdělaného ignoranta.
Shakespearův otec John Shakespeare byl rukavičkář a městský úředník. Oženil se s Mary Ardenovou z rodu Ardenů, který žil v hrabství Warwickshire, ve kterém leží také Stratford, a který náležel k místní gentry (tj. venkovské šlechtě). Jak otec Williama Shakespeara, tak jeho matka se podepisovali pouze značkami a žádný příklad jejich rukopisu není znám. To je dokladem toho, že Shakespeare vyrůstal v negramotné rodině.
Je známo pouze šest podpisů samotného Williama Shakespeara na úředních dokumentech, z toho tři na jeho závěti. Všechny podpisy jsou na první pohled neumělé a nemají stejné znění. Většinu z nich ale lze číst jako „Will Shakspere“. Velmi problematickým faktem pro definitivní určení autorství děl připisovaných Williamu Shakespearovi ze Stratfordu je skutečnost, že se nedochoval jediný rukopis některé básně nebo hry. Bylo vysloveno mnoho domněnek, proč tomu tak je. Kromě toho nebyly nalezeny žádné dokumenty, dopisy nebo jiné písemné památky psané Shakespearovou rukou, jen zmíněné podpisy. Nebyl podán také žádný důkaz, že by Shakespearovy dvě dcery Susan a Judith byly gramotné. Dva podpisy dcery Susany vypadají „nakresleně“, nikoli napsány dovednou rukou. Druhá dcera Judith podepsala jeden právní dokument jen značkou.
Antistratfordiáni pokládají Shakespearův původ za neslučitelný se znalostmi a dovednostmi, které je možno připsat skutečnému autorovi shakespearovského kánonu. Jedná se o intimní obeznámenost s dvorní politikou a kulturou, cizími zeměmi a tehdejšími aristokratickými zábavami, jako byl lov, sokolnictví, tenis a bowls. Někteří badatelé shledali, že ze Shakespearových děl je poznat, že autor měl málo sympatií k lidem snažícím se společensky povznést, právě takovým, jako byli John Shakespeare a jeho syn a že autor vykresluje prosté občany mnohdy komicky nebo i výsměšně. Mnozí badatelé také tvrdí, že větší skupiny plebejců jsou v Shakespearových dílech typicky líčeny jako nebezpečný dav.

### Vzdělání a gramotnost

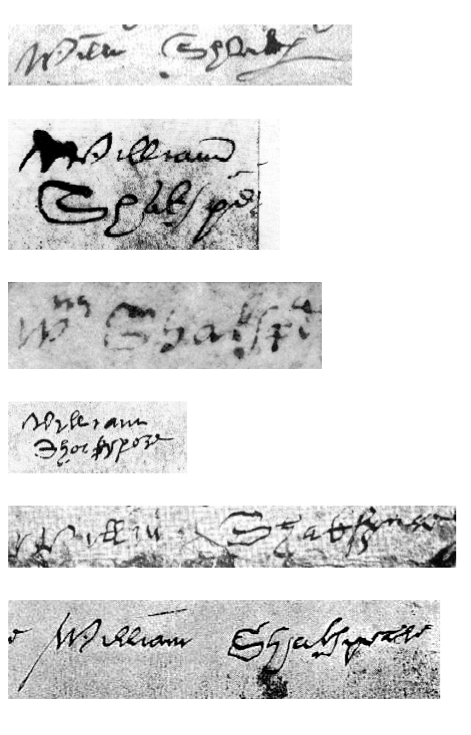
Šest dochovaných Shakespearových podpisů. Shora 1612, 1613, zbytek 1616; poslední tři z jeho závěti

V argumentaci pro alternativní kandidáty autorství je naprostý nedostatek důkazů o Shakespearově vzdělání, a dokonce i o jeho gramotnosti často zmiňován. Bezplatná Králova nová škola (King’s New School) ve Stratfordu byla založena v roce 1553 a ležela asi 800 metrů (0,5 míle) od Shakespearova domova. Jednotlivé grammar schools (gramatické školy) se v alžbětinské době lišily svou kvalitou, ale jejich osnovy byly stanoveny královským výnosem: škola měla poskytovat rozsáhlé vzdělání v latinské gramatice, klasické literatuře a rétorice. Tehdejší ředitel školy Thomas Jenkins a její učitelé absolvovali Oxfordskou univerzitu. Z alžbětinské doby se ovšem do dneška nedochoval žádný seznam žáků tehdejší stratfordské školy, takže neexistuje žádný důkaz, že by Shakespeare tuto školu skutečně navštěvoval. Nikdo také, kdo na škole tehdy studoval nebo učil, jeho přítomnost při vyučování nezapsal. Mnoho antistratfordiánů pokládá takovou neexistenci záznamů za zjevný důkaz Shakespearova malého nebo žádného vzdělání.
Antistratfordiáni se také ptají, jak si mohl William Shakespeare ze Stratfordu, pokud byl bez vzdělání a přístupu ke kulturnímu a společenskému prostředí, osvojit tak rozsáhlý slovník a takové výrazivo, jaké jsou prokazatelné na základě rozboru jemu připisovaných her, básní a celého kánonu. Počet vyskytujících se slov se odhaduje na 17 500 až 29 000.
Dalším argumentem proti autorství Shakespeara ze Stratfordu je skutečnost, že se nedochovaly žádné jím podepsané rukopisy děl a ani žádné jeho dopisy nebo dopisy jemu psané. Šest autentických Shakespearových podpisů je psáno „sekretářským písmem“, stylem psaného písma, které vymizelo kolem roku 1700. Při třech svých podpisech použil Shakespeare ke zkrácení svého jména pokaždé různou abreviaturu. Vzhled dochovaných Shakespearových podpisů charakterizují antistratfordiáni jako „negramotné klikyháky“; je vykládán jako důkaz jeho úplné nebo částečné negramotnosti.

### Jméno jako pseudonym

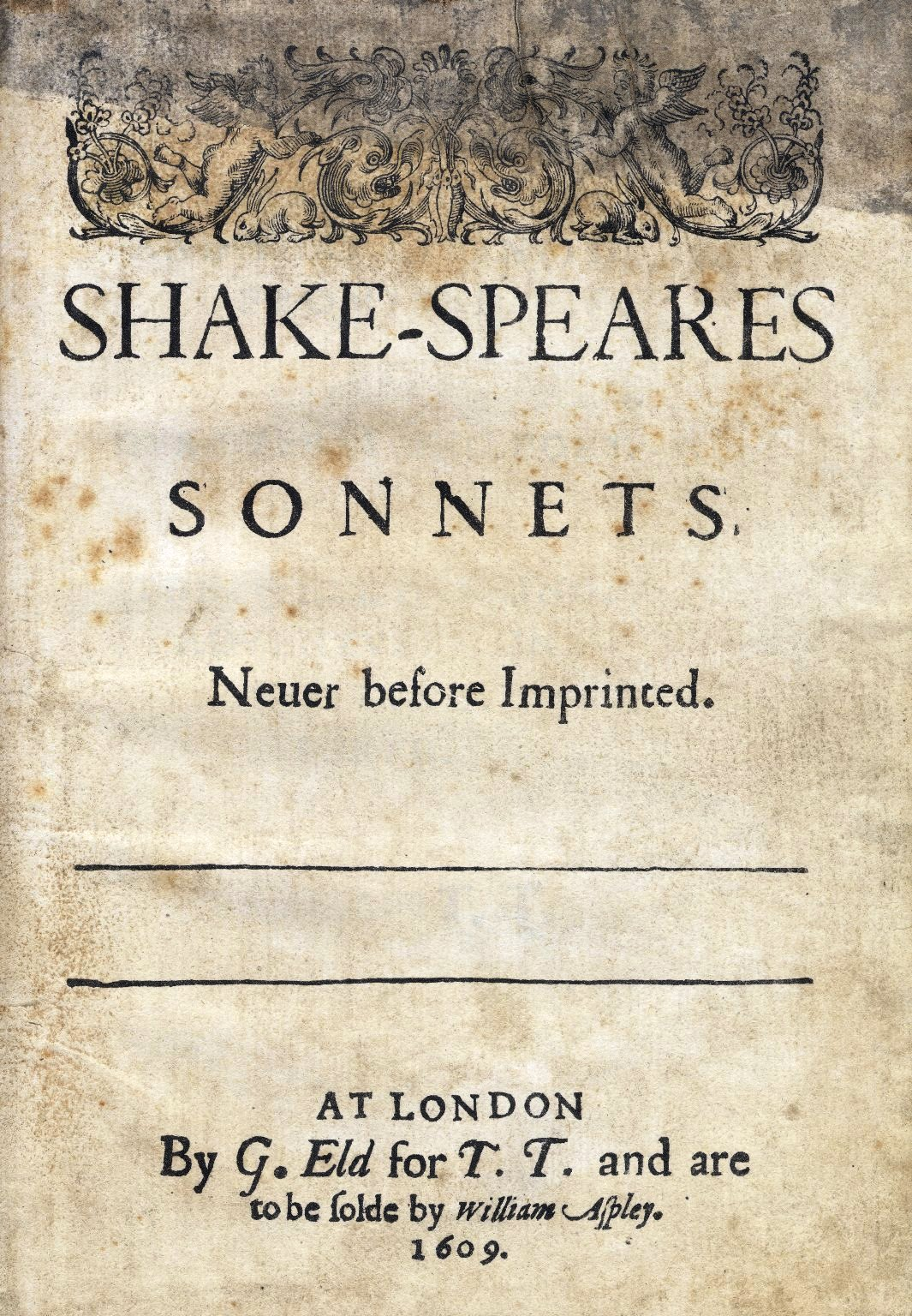
Na titulní straně kvartového vydání Sonetů z roku 1609 bylo Shakespearovo jméno napsáno se spojovníkem

V dochovaných podpisech psal William Shakespeare své jméno jinak, než jak je dochováno na titulních listech většiny jeho her. V literárních i neliterárních dokladech je pravopis příjmení různý, největší rozdíly jsou v rukopisných záznamech. To je pokládáno za důkaz, že Shakespeare nebyl ten, kdo psal ony hry, a že jméno bylo pseudonymem, kryjícím pravého autora.
Na titulních stranách 15 ze 48 individuálních vydání Shakespearových her (kvart, dále jen Q; 16 dalších vydání je anonymních) a dvou z pěti vydání jeho poezie (vše před vydáním Prvního folia) bylo Shakespearovo jméno vytištěno se spojovníkem jako „Shake-speare“ nebo „Shak-spear“. Z těchto 15 titulních listů, kde je Shakespearovo jméno psáno se spojovníkem, patří 13 listů k pouhým třem hrám, Richardu II. (Q2 1598, Q3 1598, Q4 1608 a Q5 1615), Richardu III. (Q2 1598, Q3 1602, Q4 1605, Q5 1612 a Q6 1622) a Jindřichu IV., část 1. (Q2 1599, Q3 1604, Q4 1608 a Q5 1613). Tento spojovník je také v jednom seznamu obsazení a šesti literárních zmínkách, publikovaných mezi lety 1594 a 1623. Antistratfordiáni tvrdí, že spojovník indikoval pseudonym a uvádějí, že v divadelních hrách jsou se spojovníkem často fiktivní mluvící jména (např. „master Shoe-tie“ a „sir Luckless Woo-all“) a že občas se se spojovníkem psaly i pseudonymy, např. „Tom Tell-truth“.
Důvody, proč by někdo psal pod pseudonymem „Shakespeare“, se liší a nejčastěji závisí na sociálním postavení kandidáta autorství. Šlechtici jako Derby a Oxford údajně užívali pseudonymy kvůli převažujícímu „stigmatu z otištění“ (díla), tedy ze společenské konvence, která domněle omezovala jejich literární práci jen pro rodinné nebo dvorské publikum – v protikladu k obecné zábavě – a která údajně zvyšovala riziko společenské ostudy, byla-li by porušena. V případě prostých občanů by důvodem byla snaha vyhnout se pronásledování ze strany úřadů. Např. Bacon by se tak vyhýbal postihu za podporu republikánštější formy vlády. Marlowe by se používáním pseudonymu dále bránil před uvězněním a případně popravou poté, co údajně předstíral svou smrt a eventuálně uprchl z Anglie.

### Mezery vdůkazech
Antistratfordiáni uvádějí, že žádný dokument explicitně neidentifikuje Shakespeara jako spisovatele; že důkazy místo toho podporují jeho kariéru obchodníka a investora do nemovitostí; a že jakýkoli význam, který mohl mít v londýnském divadelním světě (vedle jeho role jako zástěrky za skutečného autora) byl výsledkem jeho půjčování peněz a obchodování s divadelními rekvizitami, jeho herectví a podílnictví v divadelní společnosti. Antistratfordiáni také věří, že důkazy Shakespearovy literární kariéry byly zfalšovány jako součást snah zakrýt skutečnou totožnost autora.
Všechny alternativní teorie odmítají pravost alžbětínských a jakubovských zpráv o Shakespearovi jako dramatikovi a hledají v nich rozpory a různé šifry. Shakespeara ztotožňují s takovými postavami jako literárním zlodějem Opo-básníkem (Poet-Ape) ve stejnojmenné básni Bena Jonsona nebo s bláznivým milovníkem poezie Gulliem v univerzitní hře The Return from Parnassus. Takové postavy jsou chápány jako zjevné narážky, ukazující, že londýnský divadelní svět věděl, že Shakespeare byl zástěrkou za anonymního autora. Podobně jsou chvály Shakespeara jako spisovatele, např. v Prvním foliu, vysvětlovány jako odkazy na pseudonym skutečného autora, nikoli na muže ze Stratfordu.

### Okolnosti Shakespearovy smrti
William Shakespeare zemřel 23. dubna 1616 ve Stratfordu a po sobě zanechal vlastnoručně podepsanou závěť, přičemž žádný ze tří jeho podpisů není podobný jinému, nýbrž se všechny od sebe ortograficky liší. V závěti odkázal téměř veškerý rozsáhlý majetek svým dvěma dcerám. Lze v ní také najít zmínku o „mé druhé nejlepší posteli“ jako jediném Shakespearově odkazu jeho ženě Anne Hathaway. Jazyk této závěti je nudný a nebásnický a je celkem logické, že pravděpodobně závěť sepsal právník. Nezmiňují se v ní žádné osobní dokumenty a knihy v majetku Shakespearově. Chybí také jakákoliv zmínka o autorských právech k tehdy již vydaným básním, zvláště k Sonetům nebo k jediné z 18 her, které již byly v době jeho smrti pod jeho jménem vydány. Její jediný odkaz na divadelní prostředí – a to peněžní dary spoluhercům, za které si měli koupit pamětní prsteny – byla vepsána mezi řádky, poté, co byla závěť již dokončena, což vrhá na autenticitu tohoto odkazu velký stín podezření.

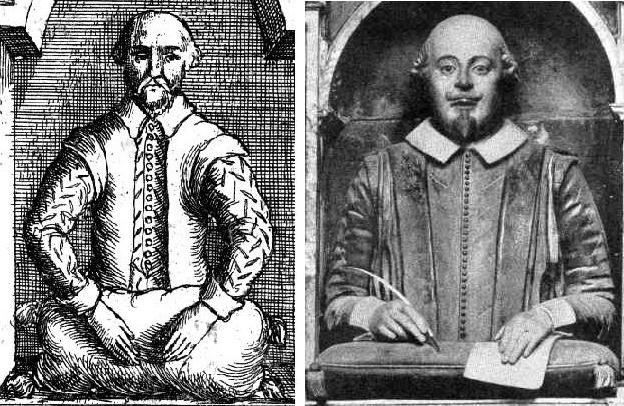
Shakespearův náhrobek, tak jak byl vyobrazen v roce 1656 a jak vypadá dnes

Shakespearova pohřbu ve Stratfordu se nezúčastnily žádné významné osobnosti. Za celých dalších sedm let, až do souhrnného vydání všech dramatických děl Shakespearova kánonu, tzv. Prvního folia (1623), nebyl uveřejněn žádný oslavný spis (eulogie) nebo báseň na počest Williama Shakespeara ze Stratfordu. Takových poct se mu dostalo až poté. James Lardner napsal v roce 1988 v časopise The New Yorker: „Jeho smrt v roce 1616 nebyla zvěčněna žádným nekrologem, žádným veřejným smutkem. Nikdo si nezapsal, že zemřel muž, který, je-li jeho autorství pravdivé, by měl být největším dramatikem a básníkem v historii anglické literatury.“
Oxfordiáni, tj. příznivci teorie o autorství Edwarda de Vere, 17. hraběte z Oxfordu, poukazují také na frázi „náš stále živý básník“ („our ever-living Poet“; což je epiteton, kterým byl běžně chválen již zesnulý básník jako ten, kdo dosáhl nesmrtelné literární slávy), obsaženou ve věnování Shakespearových Sonetů, vydaných v roce 1609 v Londýně Thomasem Thorpem. Prosazují názor, že skutečný autor Sonetů byl v době jejich vydání již mrtvý. Úmrtí hraběte z Oxfordu se datuje na rok 1604, tedy o pět let dříve, zatímco William Shakespeare ze Stratfordu zemřel v roce 1616.
Shakespearův náhrobek ve Stratfordu tvoří portrétní polobusta, která drží v ruce pero. Na připojené desce je chváleno jeho spisovatelské nadání. Nejstarší vytištěný obraz tohoto náhrobku v díle sira Williama Dugdalea Antiquities of Warwickshire (1656) se však od současné podoby velmi liší. Zastánci alternativních teorií o autorství tvrdí, že náhrobek původně zobrazoval muže, držícího pytel zrní nebo vlny, a až později byl upraven s úmyslem ukrýt totožnost skutečného autora. Oxfordián Richard Kennedy soudí, že tento památník byl původně vztyčen na počest Johna Shakespeara, Williamova otce, který byl podle dochovaných záznamů „velkoobchodníkem s vlnou“.

## Důkazy pro Shakespearovo autorství
Většina akademických shakespearovců věří, že autor, o kterém se píše jako o „Shakespearovi“, je ten samý William Shakespeare, který se narodil ve Stratfordu nad Avonou v roce 1564 a zemřel zde v roce 1616. Tento Shakespeare se stal hercem a podílníkem v herecké družině Služebníci lorda komořího (později Služebníci královi), která vlastnila divadlo Globe (Zeměkoule), divadlo U černých bratří (Blackfriars Theatre) a výhradní práva k uvádění Shakespearových her v letech 1594–1642. Po roce 1596 bylo onomu Williamu Shakespearovi ze Stratfordu dovoleno užívat čestný název (honorifikum) „gentleman“, poté, co jeho otec získal vlastní erb.
Stratfordiáni nevidí žádný důvod soudit, že jméno „Shakespeare“ byl pseudonym nebo že by herec Shakespeare byl zástěrkou za skutečného autora. Záznamy určitých současníků označují Shakespeara jako spisovatele. Také jiní dramatici jako Ben Jonson a Christopher Marlowe pocházeli z podobného prostředí. (K těmto argumentům poznamenávají antistratfordiáni, že Jonson a Marlowe měli prokazatelně značné vzdělání.) Není doposud prokázán žádný současník, který by vyjádřil pochybnosti o autorství Williama Shakespeara ze Stratfordu. Informací o některých aspektech Shakespearova života je sice poskrovnu, ale podobně to platí o mnoha dramaticích té doby. O některých není známo skoro nic. Životy jiných, jako Jonsona, Marlowea nebo Johna Marstona, jsou doloženy mnohem více, kvůli jejich vzdělání, blízkému spojení se dvorem nebo konflikty se státní mocí či se zákonem. Argument, že neexistuje žádný důkaz Shakespearova autorství, je podle stratfordiánů údajně formou klamného logického úsudku známého jako argument ex silentio, protože pokládá absenci důkazu za důkaz absence. Tradiční učenci užívají stejnou metodologii k připsání autorství určitých děl básníkovi a dramatikovi Williamu Shakespearovi, jakou užívají u jiných autorů jeho doby, a to existující historické záznamy a novodobé stylistické studie. Kritizují metody, užívané k identifikaci alternativních autorů, jako nespolehlivé a nevědecké a tvrdí, že tyto metody vysvětlují, proč bylo nalezeno více než 70 možných „skutečných“ autorů. Argumenty antistratfordiánů, že Shakespeare jako skoro každý jiný autor psal ve svém díle o sobě, odmítají stratfordiáni jako kulturní anachronismus. Podle nich se takový přístup stal běžným v 19. století, nikoli v alžbětinské nebo jakubovské éře. Dokonce i v 19. století, počínaje nejméně Williamem Hazlittem a Johnem Keatsem, bylo často poukazováno na to, že základ Shakespearova génia spočívá ve schopnosti nechat jednu každou ze svých postav hovořit podle její dané dramatické povahy, což činí pokusy určit totožnost autora z jeho díla problematickými.

### Historické důkazy

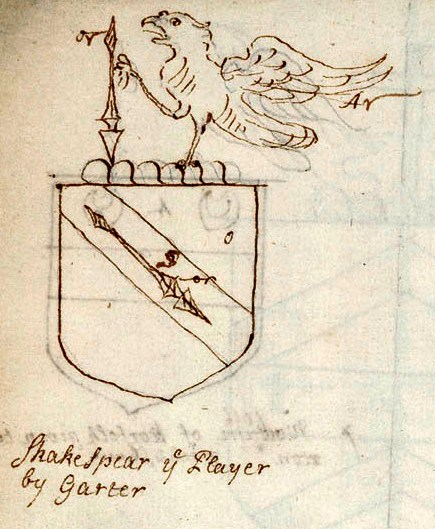
V roce 1596 získal Shakespearův otec znak, což v roce 1602 napadl Ralph Brooke, který ve své stížnosti označil Shakespeara za „herce“

Historické důkazy jednoznačně připisují autorství shakespearovského kánonu Williamu Shakespearovi. Nejen, že se toto jméno objevuje na titulních stranách vydání her a básní, bylo uvedeno jako jméno velmi známého spisovatele nejméně 23krát za jeho života. Několik současníků dosvědčuje totožnost dramatika jako herce a současné dokumenty výslovně uvádějí, že tento herec byl stratfordský obyvatel.

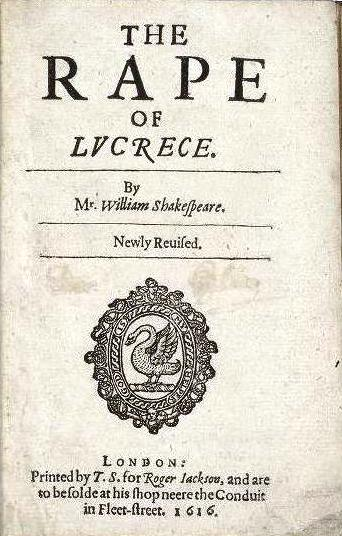
Shakespearův titul Master se zkracoval Mr. Titulní strana Znásilnění Lukreciina (O5, 1616)

V roce 1598 Francis Meres ve své Palladis Tamia uvedl Shakespeara jako dramatika a básníka, jednoho z autorů, kteří „anglický jazyk mohutně obohatili“ („English tongue is mightily enriched“). Meres jmenuje dvanáct her, které Shakespeare napsal, včetně čtyř, které nikdy nebyly vydány v kvartu: Dvé šlechticů veronských, Komedie plná omylů, Snaha lásky vítězná (Love’s Labour’s Won) a Král Jan, a stejně připsal Shakespearovi hry, které byly před rokem 1598 vydány anonymně: Titus Andronicus, Romeo a Julie a Jindřich IV., část 1. Meres píše také o „sladkých Shakespearových sonetech (kolujících) mezi jeho přáteli“ („sug[a]red Sonnets among his private friends“) 11 let před jejich vydáním.
Poté, co Shakespearův otec v roce 1596 získal právo nosit znak, získal William Shakespeare právo užívat titul gentleman, to vše v tuhé sociální struktuře alžbětínské Anglie. Tento titul se konvenčně označoval slovem master (pan) nebo zkratkami Mr. nebo M. přede jménem. Tento titul je součástí mnoha současných zpráv o Shakespearovi, včetně úředních a literárních záznamů, a identifikuje jako autora Williama Shakespeara ze Stratfordu. Příklady z doby Shakespearova života zahrnují dva úřední zápisy v Rejstříku nakladatelů. První zápis je ze dne 23. srpna 1600: Andrew Wise a William Aspley „zapsali své výtisky rukou správce. Dvě knihy, jedna nazvaná Mnoho povyku pro nic, druhá s názvem Druhá část historie krále Jindřicha IV. se vtipem sira Johna Falstaffa. Napsány p. Shakespearem. 14 pencí“ („Entred for their copies vnder the handes of the wardens. Twoo bookes. the one called: Muche a Doo about nothinge. Thother the second parte of the history of kinge henry the iiijth with the humors of Sr John ffalstaff: Wrytten by mr Shakespere. xij d“). Druhý zápis je z 26. listopadu 1607: Nathaniel Butter a John Busby „zapsali své výtisky rukou sira George Bucka, rytíře a správce, knihu nazvanou: P. Williama Shakespeara historie krále Leara jak byla hrána před Jeho Veličenstvem králem ve Whitehallu o sv. Štěpánu při posledních Vánocích služebníky Jeho Veličenstva, hrajícími obvykle v Zeměkouli na Bankside, 6 pencí“ („Entred for their copie under thandes of Sr George Buck knight & Thwardens A booke called. Mr William Shakespeare his historye of Kynge Lear as yt was played before the kinges maiestie at Whitehall vppon St Stephans night at Christmas Last by his maiesties servantes playinge vsually at the globe on the Banksyde vj d“), kterýžto titul se poté na Q1 Krále Leara z roku 1608 objevuje takto: P. Williama Shak-speara jeho Pravdivá kronika a historie o životě a smrti krále Leara a jeho tří dcer („M. William Shak-speare: HIS True Chronicle Historie of the life and death of King Lear and his three Daughters“).
Shakespearovi současníci jeho společenské postavení výslovně uvádějí, např. John Davies z Herefordu v epigramu 159 v knize The Scourge of Folly (1611): „Našemu anglickému Terentiovi, p. Will. Shake-spearovi“ („To our English Terence, Mr. Will. Shake-speare“); Thomas Freeman v epigramu 92 v knize Runne and A Great Castle (1614): „Panu W. Shakespearovi“ („To Master W: Shakespeare“) a v seznamu historika Johna Stowa Naši moderní a nejvýznačnější básníci, který po jeho smrti vydal v roce 1615 Edmund Howes, v knize Annales čteme: „P. Willi. Shake-speare gentleman“.
Po Shakespearově smrti výslovně uvádí gentlemana Williama Shakespeara jako spisovatele Ben Jonson v titulu své eulogie Na paměť mého milovaného spisovatele, p. Williama Shakespeara, a co nám zanechal („To the Memory of My Beloved the Author, Mr. William Shakespeare and What He Hath Left Us“), otištěné v Prvním foliu r. 1623. I další básníci ztotožňují gentlemana Williama Shakespeara se spisovatelem v názvech svých eulogií, otištěných v Prvním foliu, Hugh Holland v eulogii Na verše a život slavného divadelního básníka, pana Williama Shakespeara („Upon the Lines and Life of the Famous Scenic Poet, Master William Shakespeare“) a Leonard Digges v eulogii Na památku zesnulého spisovatele, p. Williama Shakespeara („To the Memory of the Deceased Author, Master W. Shakespeare“).

### Záznamy současníků právního charakteru
Svědectví současníků a nepřímé důkazy osobních vztahů těch, kteří se se Shakespearem jako hercem nebo dramatikem stýkali, podporují Shakespearovo autorství.

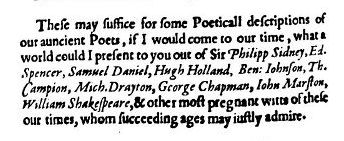
William Camden hájil Shakespearovo právo nosit znak ve stejné době, kdy ho uvedl mezi největšími básníky své doby

Historik a starožitník Sir George Buc sloužil od r. 1603 jako zástupce správce královských zábav (Master of the Revels) a od 1610 do r. 1622 přímo jako správce královských zábav. Jeho povinností bylo dohlížet a cenzurovat hry pro veřejná divadla, pořádat dvorní představení a po roce 1606 schvalovat hry k vydání. Na titulní stranu hry George a Greene, the Pinner of Wakefield (1599), vydané anonymně, si Buc poznamenal, že se radil se Shakespearem o jejím autorství. O Bucovi je známo, že byl velmi pečlivý ve svých snahách přiřadit hry a knihy správným autorům, a v roce 1607 osobně povolil k vydání Krále Leara, jak jej napsal „Pan William Shakespeare“.
V roce 1602 obvinil Ralph Brooke, Yorský herold (York Herald), sira Williama Dethicka, Podvazkového krále heroldů (Garter King of Arms), z toho, že povýšil mezi gentry 23 neurozených osob. Jednou z nich byl Shakespearův otec, který žádal o povýšení o 34 let dříve, ale musel počkat až na úspěch svého syna, než byli oba povýšeni v roce 1596. Brooke ke své obžalobě přidal i náčrt Shakespearova znaku s popiskou „Shakespear, herec, od Podvazkového“ (Shakespear, ye Player by Garter“). Tato povýšení, včetně povýšení Johna Shakespeara, obhajoval nejen Dethick, ale i William Camden, Král heroldů Clarenceux (Clarenceux King of Arms), nejpřednější antikvář své doby. Camden ve své knize Remaines Concerning Britaine – vydané v roce 1605, ale dokončené o dva roky dříve, ještě před smrtí hraběte z Oxfordu r. 1604 – jmenuje Shakespeara jako jednoho z „nejvýznamnějších duchů těchto našich časů, jehož doby následující mohou právem obdivovat“ („most pregnant witts of these ages our times, whom succeeding ages may justly admire“).

### Uznání kolegy herci, dramatiky a spisovateli

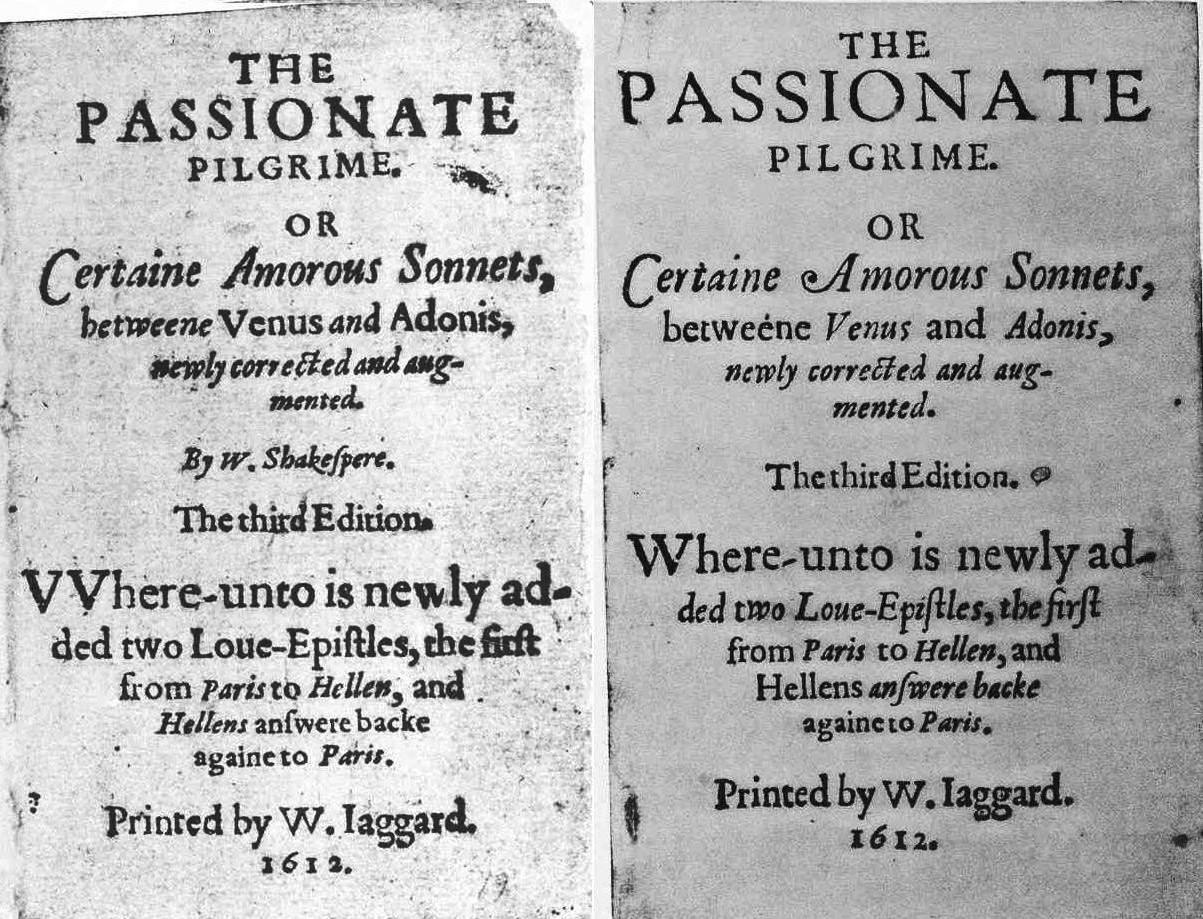
Dvě verze titulní strany sbírky Vášnivý poutník (3. vydání, 1612)

Herci John Heminges a Henry Condell Shakespeara znali a pracovali s ním více než dvacet let. V Prvním foliu v roce 1623 napsali, že vydávají tento soubor, „jen aby udrželi památku toho, kdo si ji zasluhuje, přítele a herce, jakým byl náš Shakespeare, naživu touto skromnou obětí jeho her“ („onely to keepe the memory of so worthy a Friend, & Fellow aliue, as was our Shakespeare, by humble offer of his playes“). Dramatik a básník Ben Jonson znal Shakespeara nejméně od roku 1598, kdy „Služebníci lorda komořího“ hráli v divadle Curtain (Opona) Jonsonovu hru Každý podle své letory (Every Man in His Humour) a Shakespeare byl jedním z herců. Skotský básník William Drummond zaznamenal Jonsonovy často kousavé poznámky o současnících: Jonson kritizoval Shakespeara za chybějící „dovednost“ („arte“) a za to, že v Zimní pohádce mylně umístil Čechy na mořské pobřeží. V roce 1641, čtyři roky po Jonsonově smrti, byly vydány jeho soukromé poznámky, psané na sklonku jeho života. V poznámce Timber or Discoveries, určené pro potomstvo, kritizoval Jonson Shakespeara za jeho bezstarostný přístup k psaní her, ale vyzdvihoval Shakespeara jako osobnost: „Miloval jsem tohoto muže, a ctím jeho památku (až k zbožňování) měrou vrchovatou. Byl (vskutku) čestným, otevřené a svobodné povahy; měl výjimečnou představivost, odvážné představy a jemné vyjadřování…“ („I loved the man, and do honour his memory (on this side Idolatry) as much as any. He was (indeed) honest, and of an open, and free nature; had an excellent fancy; brave notions, and gentle expressions...“
Vedle Jonsona psali o Shakespearovi i jiní autoři, včetně těch, kteří prodávali své hry Shakespearově divadelní společnosti. Dvě ze tří Parnassovských her (Parnassus Play), které byly na přelomu 16. a 17. století hrány na koleji sv. Jana v Cambridgi, zmiňují Shakespeara jako herce, básníka a dramatika bez univerzitního vzdělání. V První části Návratu z Parnassu (The First Part of the Return from Parnassus) dvě různé postavy hovoří o Shakespearovi jako o „sladkém p. Shakespearovi“ („Sweet Mr. Shakespeare“) a v Druhé části Návratu z Parnassu (The Second Part of the Return from Parnassus, 1606) anonymní dramatik nechal říci herce Kempea herci Burbageovi: „Jen několik mužů z univerzity píše hry dobře… V tom je náš kolega Shakespeare strčí do kapsy…“ („Few of the university men pen plays well… Why here's our fellow Shakespeare puts them all down…”).
V roce 1612 vydal William Jaggard sbírku Vášnivý poutník (The Passionate Pilgrim), rozšířenou o devět básní významného anglického herce, dramatika a spisovatele Thomase Heywooda. Na titulním listu uvedl Jaggard Shakespearovo jméno. Heywood ve své Omluvě hercům (Apology for Actors; 1612) proti tomuto neoprávněnému tisku svých básní protestoval a dodal, že autor byl „velmi uražen p. Jaggardem (kterého jinak nezná), bezostyšně podvádějícím jeho jménem.“ Z toho, že Heywood tvrdí s jistotou, že autor o podvodu nevěděl a že Jaggard Shakespearovo jméno z neprodaných výtisků odstranil, i když Heywood žádné jméno neuvedl, lze soudit, že uraženým autorem byl Shakespeare. Na jiném místě, v básni Hierarchie blahoslavených andělů (Hierarchie of the Blessed Angels, 1634), Heywood láskyplně vypočítává přezdívky svých kolegů dramatiků, které znával. O Shakespearovi píše:
| Naši moderní básníci ke smrti směřují, jejich jméno se jen na to dané zmenšuje; A jak jsme si přáli zapít jejich památku, sotva je můžeme jen z poloviny uctít... Medotoký Shake-speare, jehož okouzlující pero vedlo radost nebo vášeň, byl jen Will. | (Our modern poets to that pass are driven, Those names are curtailed which they first had given; And, as we wished to have their memories drowned, We scarcely can afford them half their sound… Mellifluous Shake-speare, whose enchanting quill Commanded mirth or passion, was but Will.) |

Ve svém věnování Bílá ďáblice (The White Devil, 1612) napsal dramatik John Webster: „A konečně (však ne na konci), co jsem napsal, si přeji, aby bylo čteno v jejich světle, vpravdě šťastném a hojném umu p. Shake-Speara, p. Deckera a p. Heywooda.“ („And lastly (without wrong last to be named), the right happy and copious industry of M. Shake-Speare, M. Decker, & M. Heywood, wishing what I write might be read in their light”). Webster zde také užil zkratky „M.“ za „Master“, správně užité oslovení Williama Shakespeara ze Stratfordu, který byl gentlemanem.
Ve veršovaném dopise Benu Jonsonovi narážel kolem r. 1608 Francis Beaumont na několik dramatiků, včetně Shakespeara, o kterém napsal:
| … Zde měl bych nechat jít (pokud vůbec mám) svůj učený vtip, a od všeho vzdělání tyto verše očistit, jak Shakespearovy nejlepší čisté jsou, o kterých naši dědici uslyší až kazatelé snažit se budou posluchačům ukázat jak daleko občas může smrtelník dojít v bledém světle přirozenosti. | (… Here I would let slip (If I had any in me) scholarship, And from all learning keep these lines as clear as Shakespeare's best are, which our heirs shall hear Preachers apt to their auditors to show how far sometimes a mortal man may go by the dim light of Nature.) |

### Shakespearova smrt – historická perspektiva

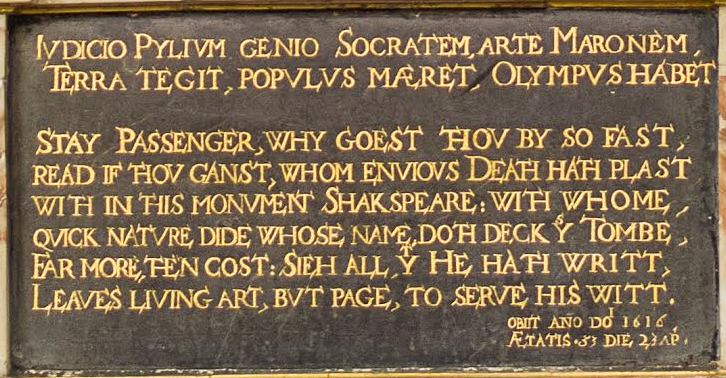
Nápis na Shakespearově náhrobku

Shakespearův náhrobek, postavený ve Stratfordu před r. 1623, nese nápisovou desku, která označuje Shakespeara jako spisovatele. První dva řádky praví latinsky: „Iudicio Pylium, genio Socratem, arte Maronem, terra tegit, populus maeret, Olymbus habet.“ („v úsudku pylijský, v géniovi Sókratés, v umění Maro, země jej kryje, lid oplakává, Olympos nese,“; odkazy na Nestora, Sókrata, Vergilia a horu Olympos). Náhrobek je zmiňován nejen v Prvním foliu, ale i v dalších záznamech z počátku 17. století. Tyto záznamy připisují náhrobek Shakespearovi a reprodukují i nápis. Nápis do svého díla Antiquities of Warwickshire (1656) zařadil i sir William Dugdale, ale rytina, kterou doprovází, byla pořízena podle kresby z roku 1634 a jako další vyobrazení v tomto díle je nepřesná.
Shakespearova závěť, vykonaná 25. března 1616, odkazuje „mým společníkům Johnu Hemyngeovi, Richardu Burbageovi a Henry Cundellovi 26 šilinků 8 pencí každému na nákup [pamětních] prstenů“ („to my fellows John Hemynge Richard Burbage and Henry Cundell 26 shilling 8 pence apiece to buy them [mourning] rings“). Mnoho veřejných záznamů, včetně královského patentu z 19. května 1603, kterým byla založena herecká společnost Služebníci královi, uvádí, že Phillips, Heminges, Burbage a Condell byli s Williamem Shakespearem herci v této herecké družině. Dva z nich později uspořádali a vydali jeho hry. Tyto odkazy jsou zapsány mezi řádky a antistratfordiané je proto zpochybňují a tvrdí, že byly dopsány později jako součást spiknutí. Závěť byla ovšem registrována u Prerogative Court arcibiskupa z Canterbury George Abbota v Londýně 22. června 1616 a originál byl tehdy do soudního registru zapsán i s těmito odkazy.
John Taylor byl první básník, který v tisku zmínil smrt Shakespeara a Francise Beaumonta. Učinil tak v knize básní The Praise of Hemp-seed z roku 1620. Shakespeare a Beaumont zemřeli o čtyři roky dříve v rozmezí dvou měsíců. Ben Jonson napsal krátkou báseň Čtenáři (To the Reader), chválící Shakespearovu podobiznu v Prvním foliu, vyrytou Martinem Droeshoutem, jako přesnou. Mezi pochvalnými básněmi v úvodu prvního folia byla i Jonsonova dlouhá eulogie Na paměť mého milovaného spisovatele, p. Willama Shakespeara, a co nám zanechal (To the Memory of My Beloved the Author, Mr. William Shakespeare and What He Hath Left Us), ve které označuje Shakespeara jako dramatika, básníka a herce a ve které napsal:
| Sladká labuti avonská! jaký to pohled byl spatřiti tě, když ses objevila v našich vodách, a létala jsi nad břehy Temže, tak žes zaujala i Bětu i Jakuba! | (Sweet Swan of Avon! what a sight it were To see thee in our waters yet appear, And make those flights upon the banks of Thames, That so did take Eliza, and our James!) |

Jonson zde spojuje Shakespeara se stratfordskou řekou Avon a potvrzuje jeho vystupování na dvorech královny Alžběty I. i krále Jakuba I.
Leonard Digges napsal eulogii Na památku zesnulého spisovatele, p. Williama Shakespeara („To the Memory of the Deceased Author, Master W. Shakespeare“), která byla otištěna v Prvním foliu a ve které Digges píše o „tvém stratfordském náhrobku“ („thy Stratford Moniment“). Digges vyrůstal kolem Stratfordu nad Avonou v 90. letech 16. století a byl zeť Shakespearova přítele Thomase Russella, kterého Shakespeare ve své závěti pověřil dohledem nad jejími vykonavateli. Někdy mezi lety 1616–1623 napsal William Basse eulogii Na p. Wm. Shakespeara („On Mr. Wm. Shakespeare“), ve které navrhoval, aby byl Shakespeare pohřben ve Westminsterském opatství vedle Chaucera, Beaumonta a Spensera. Tato báseň obíhala široce v rukopisech a dodnes se jí dochovaly více než dva tucty v soudobých opisech. Některé z nich mají obšírnější titul Na p. Willama Shakespeara, zemřel v dubnu 1616 („On Mr. William Shakespeare, he died in April 1616“), což jednoznačně odkazuje na Shakespeara ze Stratfordu.

### Důkazy oShakespearově autorství zjeho děl
Shakespearovo dílo je nejstudovanějším světským dílem světa v dějinách. Zprávy současníků a textově-kritické studie podporují autorství někoho se vzděláním, pozadím a dobou života, které odpovídají Williamu Shakespearovi.

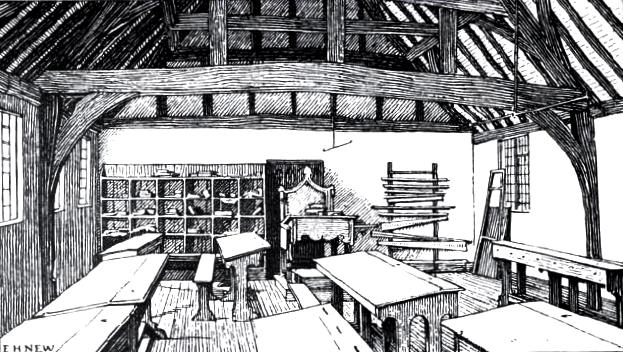
Grammar school krále Eduarda VI. ve Stratfodu nad Avonou

Neexistuje žádný záznam, ve kterém by jeho současník psal o Shakespearovi jako o vzdělaném spisovateli nebo učenci. Ben Jonson aa Francis Beaumont napsali o jeho nedostatku klasického vzdělání. Pokud by tyto hry psal někdo s univerzitním vzděláním, je těžké vysvětlit mnohé chyby v klasickém vzdělání. Nejenom, že Shakespeare činí chyby v přízvucích mnoha antických jmen, ale ve hře Troilus a Kressida Řekové i Trojané citují Platóna a Aristotela tisíc let před jejich narozením. Willinsky soudí, že většina Shakespearových klasických narážek je převzata z knihy Thomase Coopera Thesaurus Linguae Romanae et Britannicae (1565), protože mnoho jejich chyb se opakuje v Shakespearových hrách a výtisk této knihy odkázal John Brechtgirdle stratfordské grammar school pro „běžné užití žáků“ („the common use of scholars“). Pozdější kritici, jako Samuel Johnson, soudili, že Shakespearův génius neleží v jeho erudici, ale v jeho „bdělosti pozorování a přesnosti rozlišování, kterou knihy a učitelé nemohou předat; z toho pochází skoro všechna původní a přirozená dokonalost“ („vigilance of observation and accuracy of distinction which books and precepts cannot confer; from this almost all original and native excellence proceeds“).
Shakespearovy hry se od děl univerzitních dramatiků liší tím, že nedávají okatě najevo spisovatelovo mistrovství v latině nebo klasických principech výstavby dramatu. Výjimkou jsou hry, které napsal Shakespeare s jiným autorem, jako Jindřich VI. nebo Titus Andronicus. Místo toho jsou antické narážky založeny na dílech podle osnov alžbětinské grammar school. Tyto osnovy začínají latinskou gramatikou Williama Lilyho Rudimenta Grammatices a pokračují Caesarem, Liviem, Vergiliem, Horatiem, Ovidiem, Plautem, Terentiem a Senecou, kteří všichni jsou v shakespearovském kánonu citováni nebo jsou na ně činěny narážky. Shakespearovy hry jsou plné frází z učebnic grammar school a karikatur učitelů, což je mezi jeho současníky skoro unikátní. Lilyho Grammatices je citována v mnoha hrách, včetně Tita Andronica (4, 10), Zkrocení zlé ženy (1, 1), Marné lásky snahy (5, 1), Noci tříkrálové (2, 3) a Veselých paniček windsorských (4, 1). Shakespeare naráží nejen na grammar school, ale i na petty school, přípravku na grammar school, kde se děti mezi 5 a 7 lety učily číst.

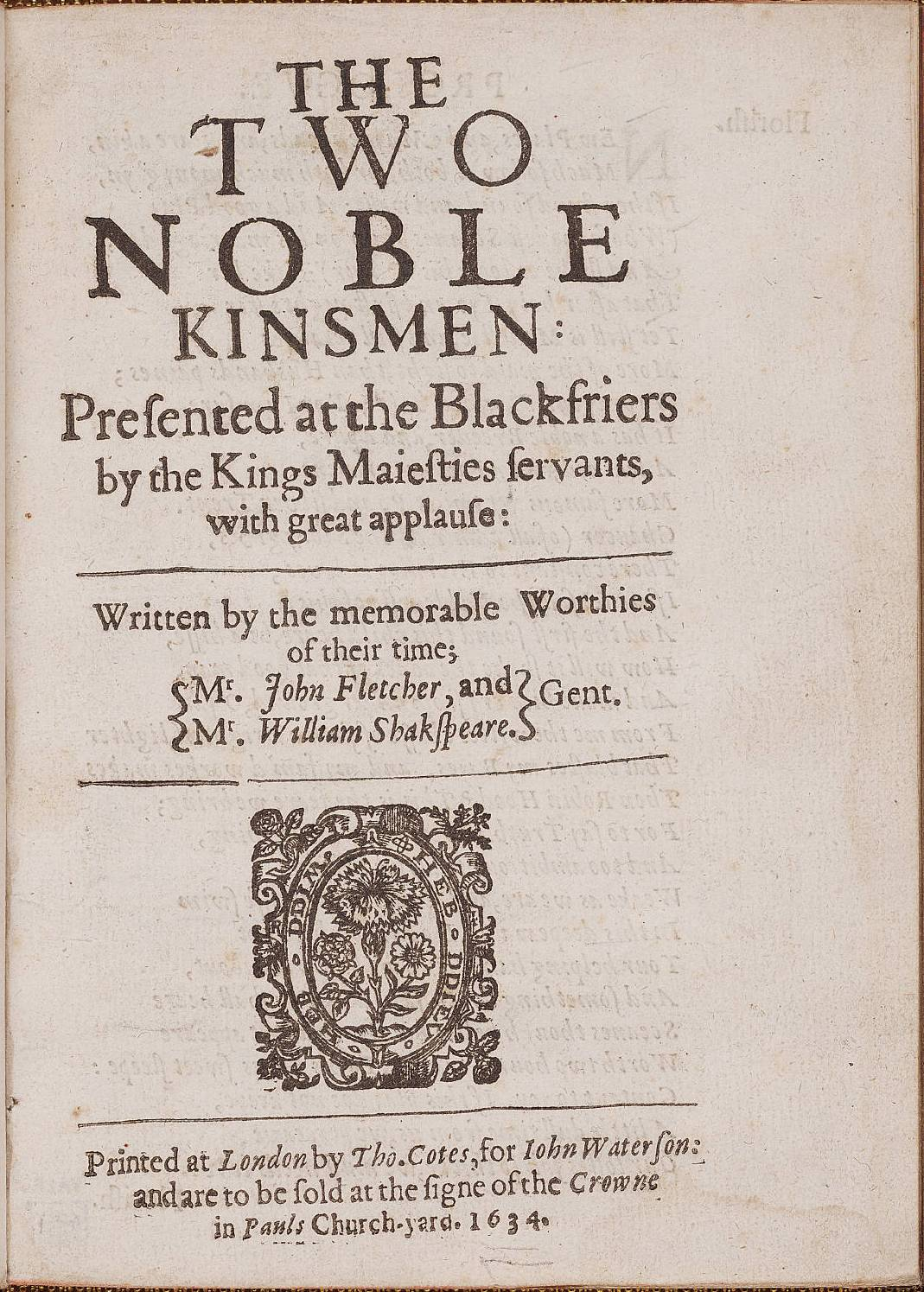
Titulní strana kvarta Dva vznešení příbuzní (1634) Johna Fletchera a Williama Shakespeara

Od roku 1987 vedli Ward Elliott, který sympatizoval s teorií o Oxfordově autorství, a Robert J. Valenza stylometrickou studii, která využívala počítačové programy a porovnávala Shakespearovy stylistické zvyky s díly 37 autorů navrhovaných za skutečné tvůrce Shakespearových děl. Studie známá pod názvem Claremont Shakespeare Clinic probíhala naposledy na jaře 2010. Podle autorů studie vykazuje Shakespearovo dílo konzistentní, počitatelné, profilovatelné vzory, které svědčí o tom, že autorem je jednotlivec, nikoli že jde o kolektivní dílo, a že autor užíval méně vztažných vět a častěji spojovník, ženské rýmy a enjambement než většina autorů, s nimiž byl porovnáván. Výsledkem je, že žádné z děl ostatních testovaných autorů by nemohl napsat Shakespeare, a opačně, nikdo z nich by nemohl napsat dílo Shakespearovo. Tím byli podle tvrzení Elliotta a Valenzy zpochybněni zkoumaní autoři, jejichž dílo se dochovalo – včetně Oxforda, Bacona a Marlowa.
Shakespearův styl se časem vyvíjel podle změn literárního vkusu. Jeho pozdní hry, jako Zimní pohádka, Bouře a Jindřich VIII., jsou napsány stylem podobným jiným jakubovským dramatikům a výrazně se liší od jeho alžbětinského období. Navíc poté, co Služebníci královi začali v roce 1609 hrát v Divadle u černých bratří (Blackfriars Theatre), byly Shakespearovy hry psány tak, aby vyhovovaly menšímu jevišti, s větším podílem hudby a tance a rovnoměrněji rozdělenými akty, což umožňovalo zastříhávat svíčky užívané na jevišti.
Dean Keith Simonton, který studoval faktory ovlivňující hudební a literární kreativitu, zvláště Shakespearovu, došel k závěru „beze stínu pochybnosti“, že obecně přijímaná chronologie her je celkově ve správném pořadí a že Shakespearovo dílo vykazuje postupný stylistický vývoj, podobně jako díla jiných umělců. Simontonova studie, vydaná v roce 2004, studovala vztahy mezi náměty Shakespearových her a politickým kontextem, ve kterém mohly být napsány. Obecně přijímaná chronologie vykazuje významné korelace s politickými událostmi se zpožděním dvou let, zatímco alternativní chronologie, navrhovaná oxfordiány, žádné takové korelace nevykazuje. Simonton, který ve své studii vyjádřil sympatie k oxfordiánům a očekával, že výsledky podpoří Oxfordovo autorství, došel k závěru, že „taková očekávání byla vyvrácena jako mylná“.
Shakespeare je spoluautorem poloviny ze svých posledních deseti her a úzce spolupracoval s ostatními dramatiky. Oxfordiané tvrdí, že tyto hry byly dokončeny ostatními po Oxfordově smrti. Textové důkazy ovšem naznačují, že Shakespearovi spolupracovníci občas nevěděli, co Shakespeare učinil v předchozí scéně, a že pracovali podle hrubé osnovy, místo aby měli po ruce nedokončený rukopis dávno mrtvého dramatika. Ve hře Dva vznešení příbuzní (1612–1613), napsané s Johnem Fletcherem, nechává Shakespeare dvě postavy potkat se na jevišti a na konci scény odejít, zatímco v následující scéně je Fletcher nechá chovat se, jako když se vidí poprvé.

## Historie sporu oautorství

### Bardolatrie a první pochyby
I přes oslavné pocty, připojené k vydáním jeho děl, nebyl první století a půl Shakespeare pokládán za největšího spisovatele světa. Měl pověst dobrého dramatika a básníka mezi mnoha dalšími ze své doby. Po znovuotevření divadel za Restaurace po roce 1660 byly nejpopulárnější hry Beaumonta a Fletchera, zatímco Shakespeare a Jonson se dělili o druhé místo. Shakespearova proslulost vzrostla až poté, co jej v roce 1769 vyzdvihl herec David Garrick na oslavách Shakespearova jubilea ve Stratfordu. S výjimkou hrstky satirických a alegorických zpráv z 18. století neexistují v tomto období žádné úvahy o tom, že by Shakespearovy hry napsal někdo jiný. Otázka autorství vyvstala teprve poté, co Shakespeare začal být ceněn jako anglický národní básník a výjimečný génius.
Počátkem 19. století byla nekritická chvála „v plném proudu“, Shakespeare byl vyzdvihován jako nedostižný génius. Pro tento jev razil v roce 1901 George Bernard Shaw termín bardolatrie. V polovině století byl Shakespearův génius vyzdvihován pro intelektuální obsah i sílu představivosti. Protože se zdálo, že to, co bylo o Shakespearově životě známo, odhaluje Shakespeara jako nevzdělaného venkovana, začal být pociťován rozpor mezi Shakespearovou pověstí a jeho životem. Ralph Waldo Emerson, ač přesvědčen o Shakespearovi jako autorovi jeho her, vyjádřil toto rozčarování v přednášce z roku 1846, ve které připustil, že nemohl smířit Shakespearovy verše s představou žoviálního herce a divadelního podnikatele. Vzestup historického kriticismu, který napadal jednotu autora Homérových eposů a historickou věrohodnost bible, také živil vzrůstající rozpaky nad Shakespearovým autorstvím, což jak pravil jeden kritik, „byla nehoda, která čekala, až se stane.“ Práce Davida Strausse na Ježíšově životopise, která šokovala veřejnost svým skepticismem nad historickou přesností evangelií, ovlivnila i světskou debatu o Shakespearovi. Samuel Mosheim Schmucker se v roce 1848 pokusil vyvrátit Straussovy pochybnosti o historičnosti Kristově satirickou aplikací stejných metod na záznamy o Shakespearově životě v knize Historic Doubts Respecting Shakespeare, Illustrating Infidel Objections Against the Bible („Historické pochybnosti o Shakespearovi, ilustrující námitky nevěřících proti bibli“). Schmucker, který nikdy nepochyboval, že Shakespeare je Shakespeare, nechtěně předvídal a vyzkoušel mnohé pozdější argumenty pro jednotlivé kandidáty autorství.

### Otevřený nesouhlas a první alternativní kandidát

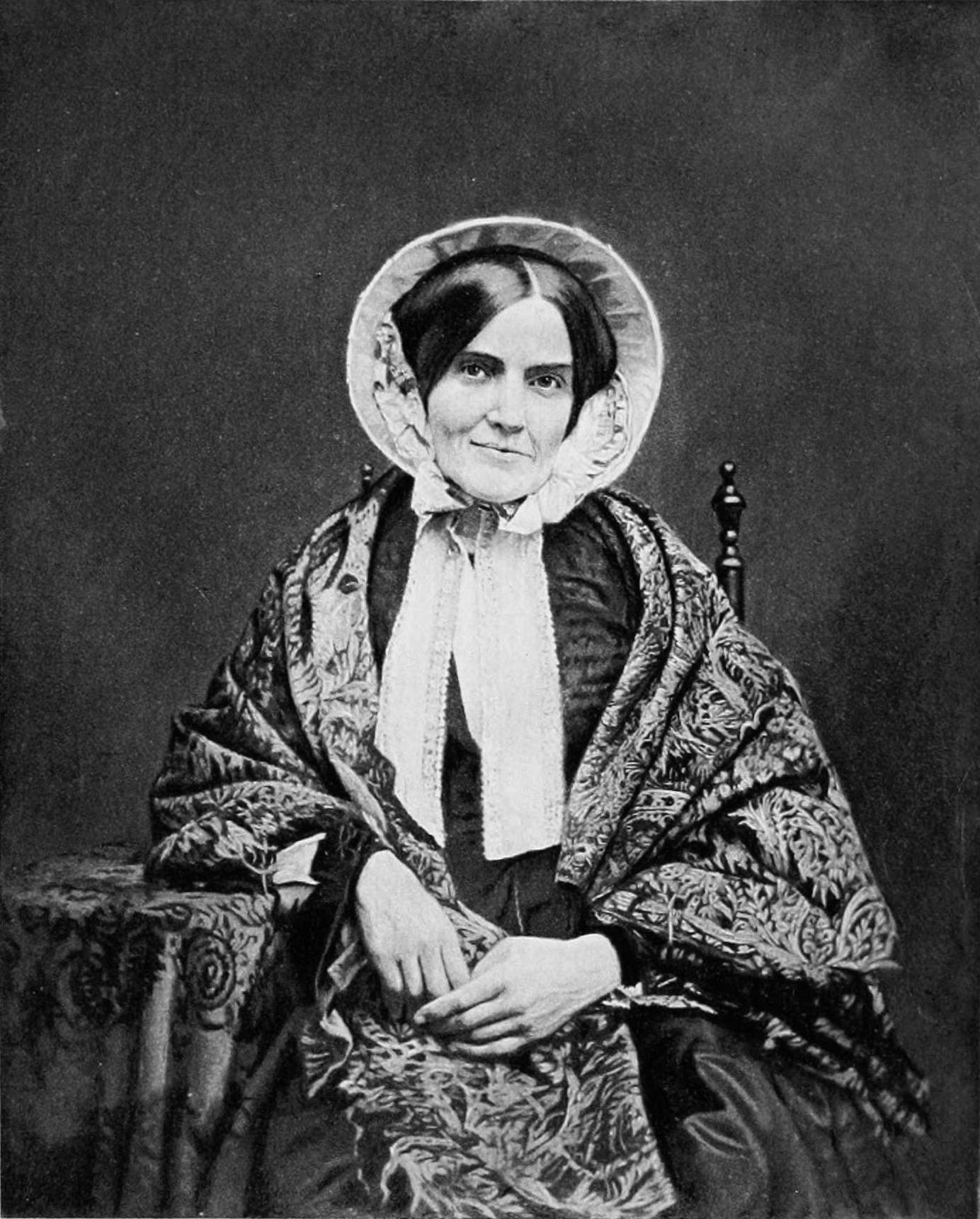
Delia Baconová byla první autorkou, která zformulovala komplexní teorii, podle které Shakespeare nebyl autorem her, které se mu připisují

Shakespearovo autorství bylo poprvé otevřeně zpochybněno na stránkách knihy Josepha C. Harta The Romance of Yachting (1848). Hart tvrdil, že hry obsahují důkazy, podle nichž na nich pracovalo mnoho různých autorů. O čtyři roky později vydal Robert W. Jameson anonymně článek „Kdo napsal Shakespeara“ („Who Wrote Shakespeare“) v časopise Chamber’s Edinburgh Journal, ve kterém vyjádřil podobný názor. V roce 1856 se objevil v časopise Putnam’s Magazine nepodepsaný článek Delie Baconové „William Shakespeare a jeho hry; Jejich průzkum“ („William Shakespeare and His Plays; An Enquiry Concerning Them“). Od roku 1845 Baconová teoretizovala, že hry, připisované Shakespearovi, napsala ve skutečnosti skupina pod vedením Francise Bacona a s Walterem Raleighem jako dalším autorem. Podle Delie Baconové chtěla tato skupina pomocí těchto her vštípit veřejnosti pochopení pro pokrokový politický systém, který nemohla jinak veřejně propagovat. Francis Bacon byl prvním jednotlivým alternativním autorem, jehož jméno se objevilo v tisku, když v září 1856 vydal William Henry Smith pamflet Was Lord Bacon the Author of Shakespeare Plays? A Letter to Lord Ellesmere (Byl lord Bacon autorem Shakespearových her? Dopis lordu Ellesmerovi). O rok později vydala Delia Baconová pod svým jménem knihu The Philosophy of the Plays Shakespeare Unfolded (Filosofie Shakespearových her odhalená), ve které nastínila svou teorii. O deset let později vydal soudce Nathaniel Holmes ze státu Kentucky v USA 600-stránkovou knihu The Autorship of Shakespeare (Shakespearovo autorství), ve které podporoval Smithovu teorii a myšlenka Baconova autorství se začala šířit. Do roku 1884 se o této otázce objevilo více než 250 knih a Smith ujišťoval, že po 30leté bitvě byla válka proti Shakespearově hegemonii příznivci Bacona skoro vyhrána. O dva roky později byla v Anglii na podporu a šíření této teorie založena Francis Bacon Society. Tato společnost stále existuje a na podporu své mise vydává časopis Baconiana.
Akademická obec na tyto důkazy proti Shakespearovu autorství reagovala. V roce 1857 vydal anglický kritik George Henry Townsend studii William Shakespeare Not an Impostor (William Shakespeare není podvodník), v které kritizoval u prvních navrhovatelů alternativních autorů to, co nazýval ledabylou vědou, falešnými premisami, zavádějícími paralelami a špatnými závěry.

### Hledání důkazu

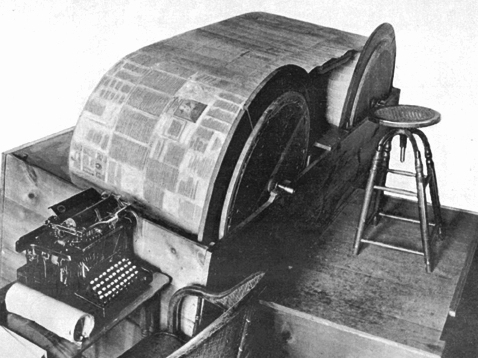
Orville Ward Owen sestavil „dešifrovací kolo“, které užíval při hledání skrytých šifer, o kterých věřil, že je Francis Bacon zanechal v Shakespearových dílech

V roce 1853 odcestovala Delia Baconová s pomocí Ralpha Walda Emersona do Anglie, aby hledala důkazy na podporu svých teorií. Místo toho, aby hledala v archivech, snažila se vykopat pohřbené rukopisy a neúspěšně přesvědčovala správce, aby otevřeli Baconův hrob v kostele sv. Michala v St. Albans. Baconová věřila, že rozluštila instrukce v Baconových dopisech, podle kterých měla hledat pod náhrobkem Williama Shakespeara ve Stratfordu dokumenty, které by prokázaly Baconovo autorství. I když ale pobyla několik nocí v kněžišti stratfordského kostela Nejsvětější Trojice, aby si dodala odvahy, nakonec odešla a kamennou desku nezvedla.
Pro baconiánskou teorii se šifry staly důležitými. Stejně tomu bylo i později, kdy byli za použití šifer obhajování jiní možní autoři. Tento přístup podporoval například Ignatius L. Donnelly v knize The Great Cryptogram (Velký kryptogram, 1888). Dr. Orville Ward Owen sestavil „dešifrovací kolo“ („cipher wheel“), 300 metrů dlouhý pruh plátna, na který si nalepil díla Shakespearova a dalších autorů na dvě paralelní kola, takže mohl rychle porovnávat stránky s klíčovými slovy pro dešifrování. Ve svém vícesvazkovém díle Sir Francis Bacon’s Cipher Story (Příběh šifer sira Francise Bacona, 1893) tvrdil Ward Owen, že v Shakespearových hrách objevil ukrytou Baconovu autobiografii, včetně odhalení, že Bacon byl utajený syn královny Alžběty, což poskytovalo větší motivaci pro zatajování jeho autorství před veřejností.

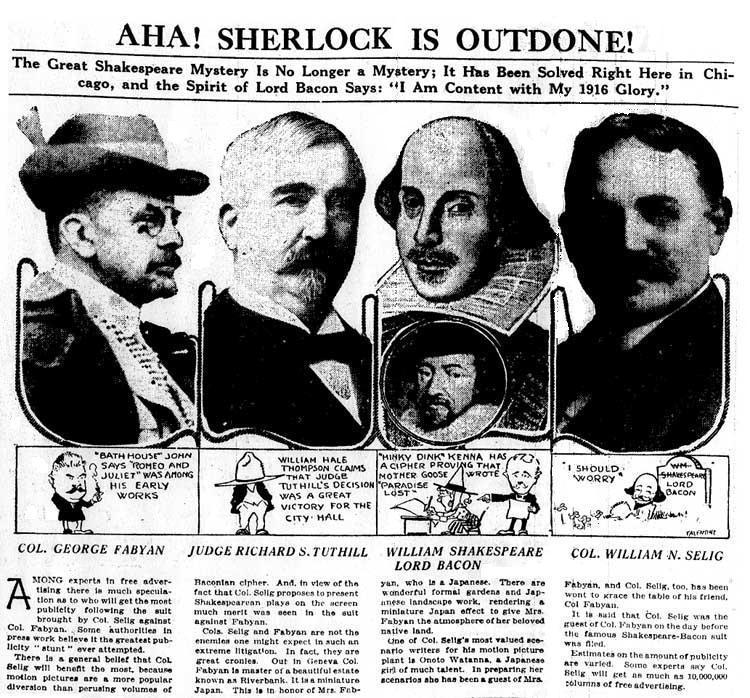
článek v „Chicago Tribune“ z roku 1916 o procesu o Shakespearově autorství. Zleva George Fabyan, soudce Tuthill, Shakespeare a Bacon a William Selig

Možná kvůli právnickému působení Francise Bacona byly pořádány skutečné i simulované soudní procesy. Podobné později pořádali i oxfordiáni. První simulovaný soudní proces se konal 15 měsíců v letech 1892–93 a výsledky této debaty byly publikovány v bostonském měsíčníku The Arena. Jedním ze žalobců byl Ignatius Donnelly, zatímco F. J. Furnivall tvořil část obhajoby. 25členná porota, ve které mimo jiné zasedali Henry George, Edmund Gosse a Henry Irving, se výraznou většinou postavila za Shakespeara. V roce 1916 předsedal v Chicagu skutečnému procesu soudce Richard Tuthill. Baconián George Fabyan byl zažalován jistým filmový producentem, který trval na tom, že Fabyanovo obhajování Bacona ohrožuje zisky z připravovaného filmu o Shakespearovi. Soudce rozhodl, že šifry, určené Fabyanovým rozborem, dokazují, že autorem Shakespearovského kánonu byl Bacon, a Fabyan měl získat 5 000 dolarů odškodného. Po následném pozdvižení soudce Tuthill svůj rozsudek zrušil a další soudce, Frederick A. Smith, případ odložil.
V roce 1907 Owen tvrdil, že rozluštil instrukce, podle kterých je schránka s důkazy o Baconově autorství pohřbena v řece Wye nedaleko hradu Chepstow na panství vévody z Beaufortu. Jeho říční bagr ovšem žádné rukopisy neobjevil. Ve stejném roce odcestovala do Anglie jeho bývalá asistentka Elizabeth Wells Galupová, placená Georgem Fabyanem. Věřila, že za použití tzv. Baconovy šifry (steganografická metoda) odhalila, že Baconovy rukopisy jsou uschovány za ostěním v Canonbury Tower v Islingtonu. Nalezeny však nebyly. O dva roky později zveřejnil slavný americký spisovatel Mark Twain své dlouhodobé antistratfordiánské přesvědčení v knize Is Shakespeare Dead? (Je Shakespeare mrtvý?, 1909) a favorizoval jako skutečného autora Bacona.
Ve 20. letech 20. století byl Walter Conrad Arensberg přesvědčen, že Bacon odkázal klíč ke své šifře rosekruciánům. Arensberg věřil, že tato společnost je stále aktivní a že její členové spolu komunikují pod pláštíkem anglikánské církve. Podle kryptogramů, které odhalil na šestipencových vstupenkách do kostela Nejsvětější Trojice ve Stratfordu nad Avonou, usoudil, že Bacon a jeho matka byli spolu s původními rukopisy Shakespearových her pohřbení v kapitulní síni u katedrály v Lichfieldu ve Staffordshire. Arensberg neúspěšně žádal lichfieldského děkana, aby mu dovolil vyfotografovat a vykopat údajný hrob. Maria Bauerová byla přesvědčena, že Baconovy rukopisy byly v roce 1653 převezeny do Jamestownu ve Virginii a mohly by být nalezeny v Bruton Vaul ve Williamsburgu. Na konci 30. let 20. století získala povolení k vykopávkám, úřady je ale rychle stáhly. V roce 1938 získal Roderich Eagle svolení k otevření hrobu Edmunda Spensera, ve kterém chtěl hledat důkazy proto, že Bacon byl Shakespeare, našel ale jen staré kosti.

### Vzestup dalších kandidátů
Od počátku 20. století začali přitahovat pozornost další kandidáti. V roce 1895 vydal prokurátor Wilbur Gleason Zeigler román It Was Marlowe: A Story of the Secret of Three Centuries (Byl to Marlowe: Příběh tajemství tří století), založený na premise, že Marlowe nezemřel v roce 1593, ale přežil a psal Shakespearovy hry. V roce 1907 německý literární kritik Karl Bleibtreu podporoval autorství Rogera Mannerse, 5. hraběte z Rutlandu. Několik dalších let byl Rutland populárním kandidátem. Začali se také objevovat antistratfordiané, kteří se na nějakém určitém autorovi netrvali. Britský advokát George Greenwood se snažil zbavit Williama Shakespeara autorství v knize The Shakespeare Problem Restated (Shakespearův problém znovu nastolen, 1908), ale nepodporoval žádného alternativního autora, i když podporoval hledání jiných spisovatelů než jen Bacona. John M. Robertson vydal v roce 1913 knihu The Baconian Heresy: A Confutation (Baconianská hereze. Vyvrácení), ve které vyvracel domněnku, že Shakespeare měl značné právní vědomosti tím, že ukázal, jak byla alžbětínská a jakubovská literatura prosycena právní terminologií. V roce 1916, v roce 300. výročí Shakespearovy smrti, vydal Henry Watterson, dlouholetý redaktor časopisu The Courier-Journal na titulní straně tohoto časopisu příběh, který podporoval marlovianskou teorii a podobně jako Ziegler napsal fiktivní líčení, jak se vše mohlo udát. Toto dílko bylo široce přejímáno jinými časopisy. Po první světové válce obhajoval profesor Abel Lefranc, odborník na francouzskou a anglickou literaturu, jako autora Williama Stanleyho, 6. hraběte z Derby, za použití biografických důkazů, které sesbíral ve hrách a básních.

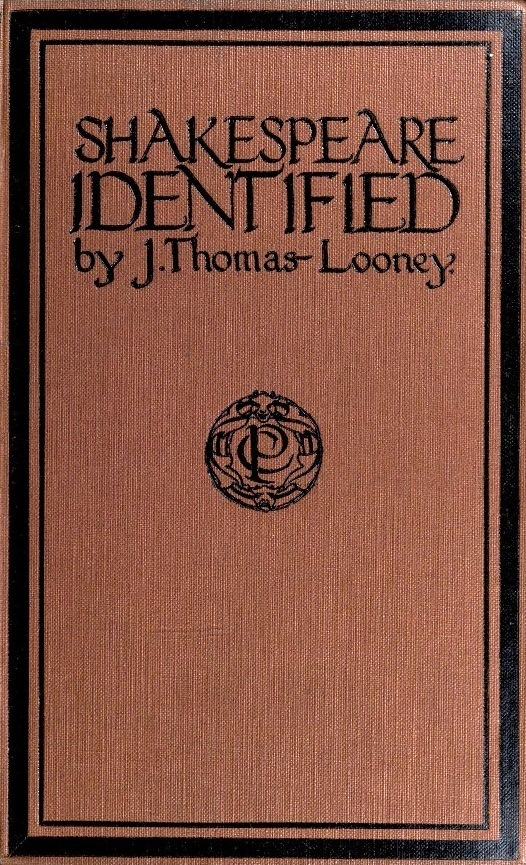
J. Thomas Looney ve své knize Shakespeare Identified z 1920 učinil nejvýznamnějším alternativním autorem Edwarda de Vere, 17. hraběte z Oxfordu

Poté, co J. Thomas Looney vydal v roce 1920 knihu Shakespeare Identified, stal se Edward de Vere, 17. hrabě z Oxfordu, rychle nejpopulárnějším alternativním autorem. O dva roky později založili Looney a Greenwood mezinárodní organizaci Shakespeare Fellowship, která začala podporovat diskusi o autorství, později ale své zaměření změnila na šíření oxfordiánské teorie. Existuje ještě několik dalších oxfordiánských společností, mj. Shakespeare Oxford Society v USA a De Vere Society ve Spojeném království.
V roce 1923 vydal Archie Webster v časopise The National Review článek „Byl Marlowe tím mužem?“ („Was Marlowe the Man?“), ve kterém tvrdil, že Shakespearovy hry napsal Marlowe a že Sonety jsou autobiografickým líčením jeho přežití. V roce 1932 oznámil Allardyce Nicoll objev rukopisu, podle kterého byl prvním proponentem baconiánské teorie James Wilmot, ale nedávné výzkumy zjistily, že rukopis je padělek, pravděpodobně vytvořený pro oživení baconiánské teorie ze strachu před vzestupem oxfordiánů.
Další kandidát autorství se objevil v roce 1943, kdy spisovatel Alden Brooks v knize Will Shakspere and the Dyer’s hand (Will Shakspere a Dyerova ruka) argumentoval pro sira Edwarda Dyera jako autora. Již o šest let dříve Brooks odmítl Shakespeara jako dramatika a tvrdil, že Shakespeare se zúčastnil tohoto „podvodu“ v roli „divadelního makléře“, který prodával hry a básně místo skutečných autorů. Tento pohled na Shakespeara jako pouhého prostředníka byl později přijat některými oxfordiány.
V roce 1955 oživil marlowovskou teorii tiskový agent z Broadwaye Calvin Hoffman publikací The Murder of the Man Who Was „Shakespeare“ (Vražda muže, který byl „Shakespearem“). O rok později se vydal do Anglie, aby hledal důkazy o Marloweovi, o kterých soudil, že jsou pohřbeny v hrobce jeho údajného mecenáše Thomase Walsinghama. Nic však nenašel.
Bezprostředně po druhé světové válce oxfordská a jiné antistratfordské teorie dočasně ztratily na popularitě. Nepodařilo se najít v archivech přímé důkazy pro autorství Oxforda či kohokoli jiného kandidáta autorství a vydavatelé ztráceli zájem vydávat knihy, založené na stejných teoriích a údajných nepřímých důkazech. Později však oxfordiáni a baconiáni začali argumentovat, že v shakespearovském kánonu jsou utajeně skryty stopy jejich kandidátů. Na toto téma, zvláště ve vztahu k Edwardu de Vere, bylo v posledních letech[kdy?] vydáno několik prací anglických a amerických autorů.
Zájem o Oxforda byl značně oživen poté, co v roce 1952 manželé Dorothy Ogburn a Charlton Ogburn Sr. vydali 1300-stránkovou knihu This Star of England (Tato hvězda Anglie), dnes pokládanou za klasický oxfordiánský text. Ogburnovi dovodili z mnoha náznaků, že „krásným mladíkem“ sonetů byl Henry Wriothesley, 3. hrabě ze Southamptonu. Tato teorie je již dlouho sdílena i mnoha stratfordiány, kteří se, ovšem bez jakýchkoliv důkazů z jejich strany, domnívají, že mezi Williamem Shakespearem ze Stratfordu a urozeným hrabětem ze Southamptonu mohl být blízký, ba dokonce homosexuální vztah. Ogburnovi došli – mj. rozborem textu „Shakespearových“ Sonetů, které jsou podle mnoha odborníků záhadně mnohoznačné – k velmi odlišnému závěru. Označili Wriothesleyho za plod milostné aféry mezi Oxfordem a královnou Alžbětou a usoudili, že 154 slavných sonetů – a v důsledku toho také hry – napsal Edward de Vere, 17. hrabě z Oxfordu. V některých z prvních sonetů se Oxford podle výkladu Ogburnových obrací přímo na královnu Alžbětu a opěvuje jejich vášnivou aféru. Tato teorie se stala známou jako „teorie tudorovského prince“ (Prince Tudor theory), kterou však pro změnu nesdílejí někteří oxfordiáni. Jejím dovětkem je úsudek, že pravda o nezákonném potomkovi královny a o jeho otci – pravém autorovi shakespearovského kánonu – byla utajena jako alžbětínské státní tajemství. Jako jeden z hlavních argumentů pro oxfordskou teorii našli manželé Ogburnovi také mnoho paralel mezi Oxfordovým životem a Shakespearovými hrami, zvláště Hamletem. Tuto hru nazvali „jasným životopisem“ hraběte z Oxfordu. Vzestup oxfordiánského entusiazmu po uveřejnění díla Ogburnových vedl k založení Shakespeare Oxford Society v USA v roce 1957.
Výraznější vzrůst vlivu zastánců alternativních teorií o autorství byl však tehdy omezen sérií kritických knih a článků ze strany tradičních shakespearologů, kteří napadli metodologii antistratfordiánů jako „nevědeckou“ a jejich závěry označili za „směšné“. Američtí kryptologové William a Elizabeth Friedman získali v roce 1955 literární cenu Folgerovy Shakespearovské knihovny za studii věnovanou argumentům, podle kterých Shakespearovy hry obsahují skryté šifry. Friedmanovi došli k závěru, že se jim podařilo tato tvrzení vyvrátit. Jejich studie byla později zkrácena a v roce 1957 vydána pod titulem The Shakespeare Ciphers Examined (Shakespearovy šifry prozkoumány). Brzy poté vyšla čtyři díla, věnovaná studiu antistratfordiánského fenoménu z pohledu tzv. hlavního proudu: The Poacher of Stratford (Pytlák ze Stratfordu, 1958) od Franka Wadswortha, Shakespeare and His Betters (Shakespeare a ti lepší, 1958) od Reginalda Churchilla, The Shakespeare Claimants (Uchazeči o Shakespeara, 1962) H. N. Gibsona a Shakespeare and His Rivals: A Casebook on the Authorship Controversy (Shakespeare a jeho soupeři: Přehled kontroverze o autorství, 1962) George L. McMichaela a Edgara M. Glenna. V roce 1959 byla vydána v časopise American Bar Association Journal série článků a dopisů o sporech o autorství, která byla posléze v roce 1961 souhrnně otištěna v antologii Shakespeare : Cross-Examination ( Shakespeare: Křížový výslech). Ještě v roce 1968 zpravodaj americké Shakespeare Oxford Society uvedl, že „misionářství nebo evangelický duch našich členů je, zdá se, na bodě mrazu, spí nebo neexistuje“. V roce 1974 měla tato společnost 80 členů.

### Autorství vmasmédiích
V roce 1976 byl předsedou Shakespeare Oxford Society zvolen spisovatel Charles Ogburn Jr. Ogburn začal kampaň proti akademické obci věrné tradiční stratfordské teorii. Prohlásil, že to je „pevně zakotvená autorita“, která se snaží „vyobcovat a umlčet nesouhlas ve zdánlivě svobodné společnosti.“ Navrhl bojovat za veřejné uznání Oxforda jako kandidáta na autorství. V roce 1985 Ogburn vydal 900-stránkovou knihu The Mysterious William Shakespeare: the Myth and the Reality (Tajemný William Shakespeare. Mýtus a realita) a tím, že v atmosféře konspirace, která zachvátila Ameriku po aféře Watergate, prezentoval svou při jako spravedlivou, využil média k tomu, aby obešel akademickou obec a hovořil přímo k veřejnosti. Ogburnovy snahy zajistily Oxfordovi postavení nejpopulárnějšího alternativního kandidáta. Ogburn také nastartoval moderní oživení oxfordiánského hnutí tím, že začal získávat pozornost veřejnosti pomocí simulovaných soudních procesů, debatami v masových médiích, zvláště v televizi a později na internetu, včetně Wikipedie.

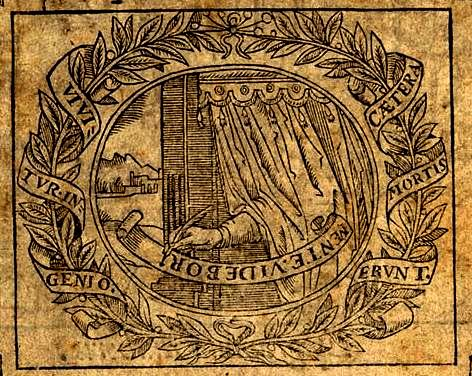
Emblém z knihy Henryho Peachama Minerva Britanna (1612) užívali baconiáni a oxfordiáni jako šifrovaný důkaz ukrývaného autorství shakespearovského kánonu.

Ogburn věřil, že akademická obec bude nejlépe vyzvána pomocí právního rozboru a 25. září 1987 se tři soudci Nejvyššího soudu Spojených států zúčastnili jednodenního simulovaného soudního procesu v Metropolitan Memorial United Methodist Church ve Washingtonu D. C., který rozhodoval Shakespearův případ. Proces byl sestaven tak, že literární historici se jej nezúčastnili, ale břemeno důkazu leželo na oxfordiánech. Soudci rozhodli z formálních důvodů, že případ je založen na konspirační teorii a že důkazy pro eventuální konspiraci nejsou přesvědčivé. I když Ogburn přijal tento verdikt jako porážku, oxfordiánský kolumnista a spisovatel Joseph Sobran usoudil, že proces efektivně vyřadil z veřejného povědomí jakékoli jiné alternativní autory a dokázal legitimitu Oxfordova nároku. Dva ze tří soudců, kteří případ na Nejvyšším soudu Spojených států řešili, a to John Paul Stevens a Harry Blackmun, krátce poté ovšem přijali oxfordskou teorii za svou. Stevens sepsal a vydal vlivný článek, ve kterém dal Charlesi Ogburnovi za pravdu a detailně zdůvodnil své oxfordiánské názory.
Rok po soudním přelíčení v USA, a to 26. listopadu 1988, se konal ve Spojeném království nový soudní proces, při kterém měl být případ Shakespearova autorství přezkoumán. Soudu předsedali tři Law Lords, tj. členové Sněmovny lordů s právnickou praxí, kteří vykonávali právní pravomoce Horní sněmovny jako nejvyššího odvolacího soudu Spojeného království. Proces se odehrál v Inner Temple v Londýně. Při této příležitosti směli shakespearovští učenci z obou táborů přednášet své argumenty. Vydaný „rozsudek“ potvrdil americký verdikt.
Současně s vzrůstající viditelností tohoto sporu vzrůstal ve světě i zájem masových médií s mnoha pořady a články, zabývajícími se oxfordiánskou teorií. V roce 1989 odvysílala stanice Public Broadcasting Service (veřejnoprávní stanice v USA) v rámci pořadu Frontline díl, nazvaný „The Shakespeare Mystery“ („Shakespearovská záhada“). Tuto interpretaci Oxforda jako Shakespeara vidělo jen v USA na 3,5 miliónu diváků. V roce 1992 byla v pořadu Frontline uspořádána tříhodinová telekonference pod titulem „Uncovering Shakespeare: an Update“ („Odhalení Shakespeara: Aktualizace“), kterou moderoval William F. Buckley Jr. V roce 1991 vydal měsíčník The Atlantic Monthly debatu mezi Tomem Bethellem jako advokátem Oxforda a Irvinem Leigh Matusem za Shakespeara ze Stratfordu. Podobná tištěná debata vyšla v roce 1999 v Harper’s Magazine pod titulem „The Ghost of Shakespeare“ („Shakespearův duch“). Od počátku 90. let 20. století začali oxfordiáni i další antistratfordiáni využívat k propagaci svých teorií také internet. Podíleli se i na vytvoření několika článků na anglické a dalších verzích Wikipedie o alternativních kandidátech a specifických tématech shakespearovských výzkumů. Takto dosáhly jejich teorie a argumenty takového rozšíření, že po průzkumu mínění mezi uživateli v roce 2010 byl učiněn závěr, že přítomnost těchto článků na Wikipedii „zahanbuje vše, co se kdy objevilo ve standardních výzkumech.“
14. dubna 2007 vydala Shakespeare Authorship Coalition internetovou petici „Declaration of Reasonable Doubt About the Identity of William Shakespeare“ („Vyhlášení oprávněné pochybnosti o totožnosti Williama Shakespeara“) spolu s prohlášením Brunelovy univerzity v Londýně, že otevírá jednoletý program studia otázky Shakespearova autorství spojený s titulem Master of Arts. Tato koalice hledá širokou podporu veřejnosti pro to, aby v roce 2016, tedy v roce 400. výročí Shakespearovy smrti, přiměla onu část akademické obce, která je příznivá Williamu Shakespearovi ze Stratfordu, k uznání legitimity pochyb o jeho autorství. Již do konce roku 2007 bylo sebráno více než 1200 podpisů pod tuto petici. V prosinci 2011 bylo podpisů již 2232, včetně 414 od akademiků z univerzit celého světa. Iniciátory této petice byli divadelní činitelé a herci Derek Jacobi a Mark Rylance a podpořili ji mj. herci Jeremy Irons a Michael York.
Na druhou stranu 22. dubna 2007 uveřejnil deník The New York Times výsledek průzkumu mezi 265 americkými shakespearovskými profesory, jehož tématem byla otázka shakespearovského autorství. Na otázku, jestli existuje dobrý důvod zpochybňovat Shakespearovo autorství, odpovědělo 6 procent „ano“ a 11 procent „možná“. 61 procent dotázaných si jako názor na tuto kontroverzi vybralo odpověď „Teorie bez přesvědčivých důkazů“ a 32 procent si vybralo „Plýtvání časem a rozptylování studentů“.
V roce 2010 vydal James S. Shapiro přehled otázky o autorství Contested Will: Who Wrote Shakespeare? (Zápas o Willa. Kdo napsal Shakespeara?) Poprvé se tak tomuto tématu věnoval většinovou obcí uznávaný shakespearovský badatel. Shapiro studoval tuto problematiku sociologicky a došel k názoru, že původ této kontroverze se dá najít v rysech tradiční literární vědy, jak ji představoval Edmond Malone. Shapiro kritizoval akademickou obec za to, že se tomuto tématu vyhýbala, čímž, jak Shapiro soudí, vydala toto téma antistratfordiánům.
V září 2011 měl v Torontu premiéru film Anonym (Anonymous), jehož scénář napsal John Orloff a režíroval jej Roland Emmerich. Film je založen na oxfordské teorii Shakespearova autorství a odehrává se kolem roku 1601 v období před a po nezdařeném tzv. essexském povstání. Vykresluje hraběte z Oxfordu jako staršího, vzdělaného a melancholického muže, zabývajícího se básnickou a dramatickou činností. Do scénáře filmu byla také pojata tzv. druhá varianta „teorie tudorovského prince“. Podle ní byl Oxford nemanželským synem královny Alžběty I. Jako zhruba dvacetiletý mladík se měl stát i jejím milencem a zplodil s ní svého syna a zároveň bratra Henryho Wriothesleyho, 3. hraběte ze Southamptonu. V tomto filmu je William Shakespeare ze Stratfordu vykreslen jako bezskrupulózní podřadný herec, který se podvodem stává „autorem“ básní a her vytvořených hrabětem z Oxfordu. Tato díla jsou interpretována jako nebezpečná královně Alžbětě I. a monarchii jako takové.

## Alternativní kandidáti
Více než 70 historických postav bylo navrženo v různých dobách za autory shakespearovského kánonu, některé vážněji než jiné. Jen čtyři ovšem přitáhly pozornost většího množství přívrženců.

### Francis Bacon

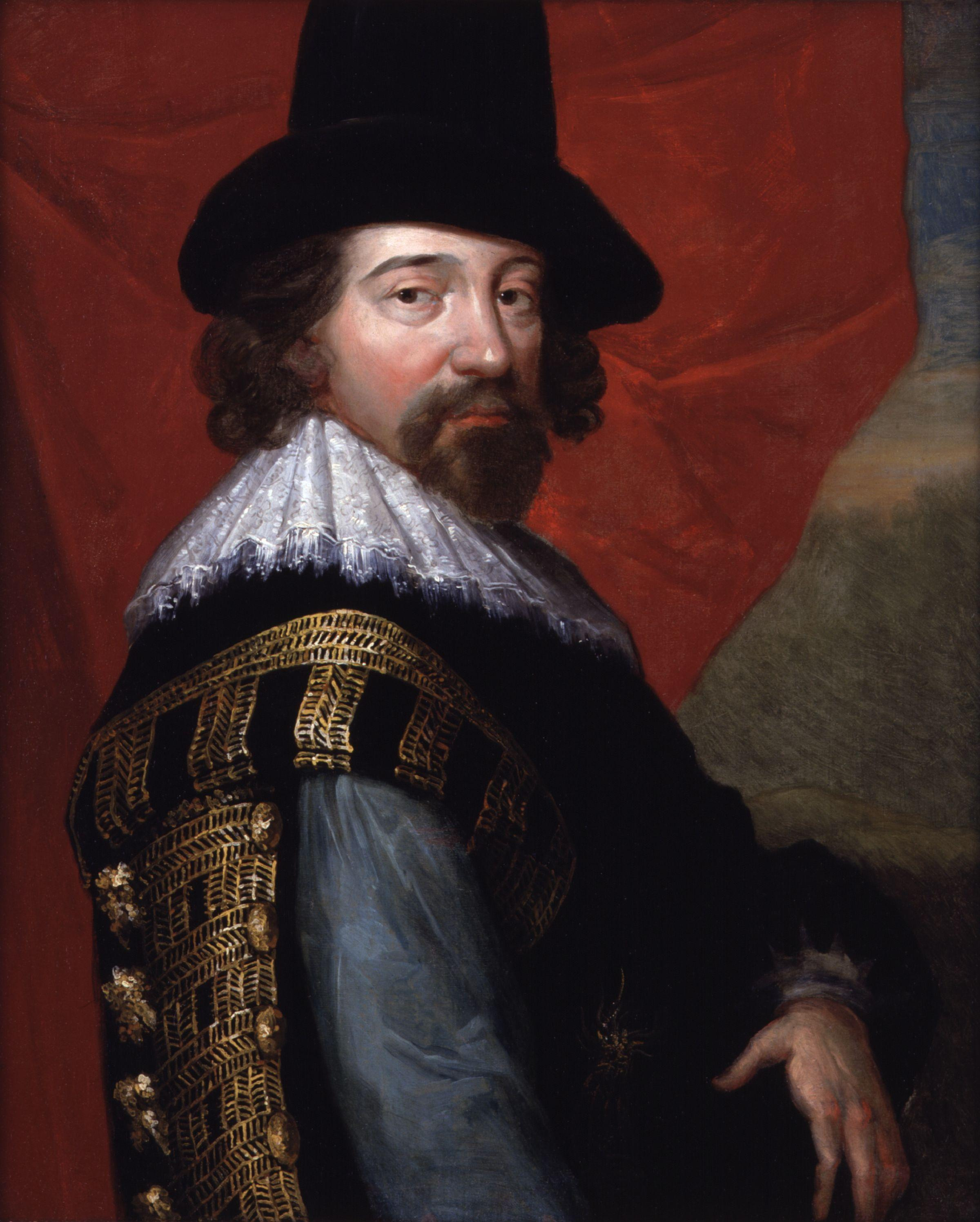
Francis Bacon (1561–1626)

V 19. století byl hlavním kandidátem Francis Bacon, jeden z největších intelektuálů jakubovské Anglie, právník, filosof, esejista a vědec. Jeho kandidatura závisí na historických a literárních domněnkách, stejně jako na údajných rozluštěných šifrách.
William Henry Smith byl první, kdo v roce 1856 navrhl Bacona jako alternativního autora. Porovnával věty, jako Baconovu „Poetry is nothing else but feigned history“ („Poezie není nic jiného než předstíraný příběh“) se Shakespearovou „The truest poetry is the most feigning“ („Nejryzejší poezie je největším klamem“; Jak se vám líbí 3.3.19–20) nebo Baconovo „He wished him not to shut the gate of your Majesty’s mercy“ („Přál mu, aby si nezavřel brány milosti Vašeho Veličenstva“) se Shakespearovým „The gates of mercy shall be all shut up“ („Všechny brány milosti by měly být zavřeny“, Jindřich V. Krátce poté Delia Baconová tvrdila, že v těchto Shakespearových hrách jsou skryté politické významy a mezi těmito myšlenkami a známými Baconovými díly jsou paralely. Delia Baconová (nebyla s učencem spřízněná) usoudila, že Bacon byl vůdcem nespokojených politiků-filosofů, kteří se snažili šířit republikánské ideje na veřejných jevištích jako protiváhu despotické tudorovsko-stuartovské monarchie. Pozdější Baconovi příznivci našli mnoho specifických frází a aforismů ve hrách a v Baconově účetní knize Promus. V roce 1883 vydala manželka Henryho Potta (její jméno není známo) Baconův Promus a nalezla 4 400 paralel mezi myšlenkami nebo způsobem vyjádřování Shakespeara a Bacona.
Dopis Johnu Daviesovi Bacon ukončil přáním „buďte dobrý ke skrytým básníkům“ („so desireing you to bee good to concealed poets“), což podle příznivců této teorie napsal Bacon sám o sobě. Baconiani tvrdí, že Bacon sice vydal svou vědeckou a morální filosofii v díle The Advancement of Learning (O pokroku ve vzdělávání, 1605), ale za jeho života byla vydána jen první část. Soudí, že Bacon svou morální filosofii, včetně revolučního politicko-filosofického vládního systému, ukryl do Shakespearových her, protože tento systém ohrožoval monarchii.
Příznivci kandidatury Francise Bacona (baconiáni) soudí, že velké množství právnických termínů v Shakespearově kánonu demonstruje autorovo právnické vzdělání. Bacon byl od roku 1596 oficiálním poradcem královny Ažběta I. (Queen’s Counsel) a v roce 1613 se stal generálním prokurátorem (Attorney General). Bacon měl také za úkol psát pro královnu proslovy pro různé příležitosti, včetně dvorských divadelních představení, jako byly tzv. masky nebo pantomimy, i když není známo, že by sám napsal divadelní hru. Baconovy jediné dochované verše tvoří sedm knih žalmů v metrickém přebásnění, přičemž Bacon následoval podobná přebásnění Thomase Sternholda a Johna Hopkinse.
Bacon měl prokazatelně značné znalosti tehdejších metod kryptografie, proto první baconiáni soudili, že Bacon svůj podpis do Shakespearových her zašifroval. Na přelomu 19. a 20. století mnoho baconiánů tvrdilo, že objevili Baconovy šifry, podle kterých by Bacon byl skutečným autorem Shakespearových děl. V roce 1881 C. F. Ashwood Windle tvrdila, že v každé hře nalezla pečlivě propracovaný verš, který identifikoval Bacona jako autora. Tím podnítila další hledání šifer a Ignatius Donnelly, Orville Ward Owen, Elizabeth Wells Gallup a Isaac Hull Platt vydali knihy, ve kterých oznamovali objevy průkazných kryptogramů. Hull tvrdil, že latinské slovo honorificabilitudinitatibus ze hry Marná lásky snaha může být čteno jako anagram Hi ludi F. Baconis nati tuiti orbi („Tyto hry, výplod F. Bacona, se zachovají světu“).

### Edward de Vere, 17. hrabě zOxfordu

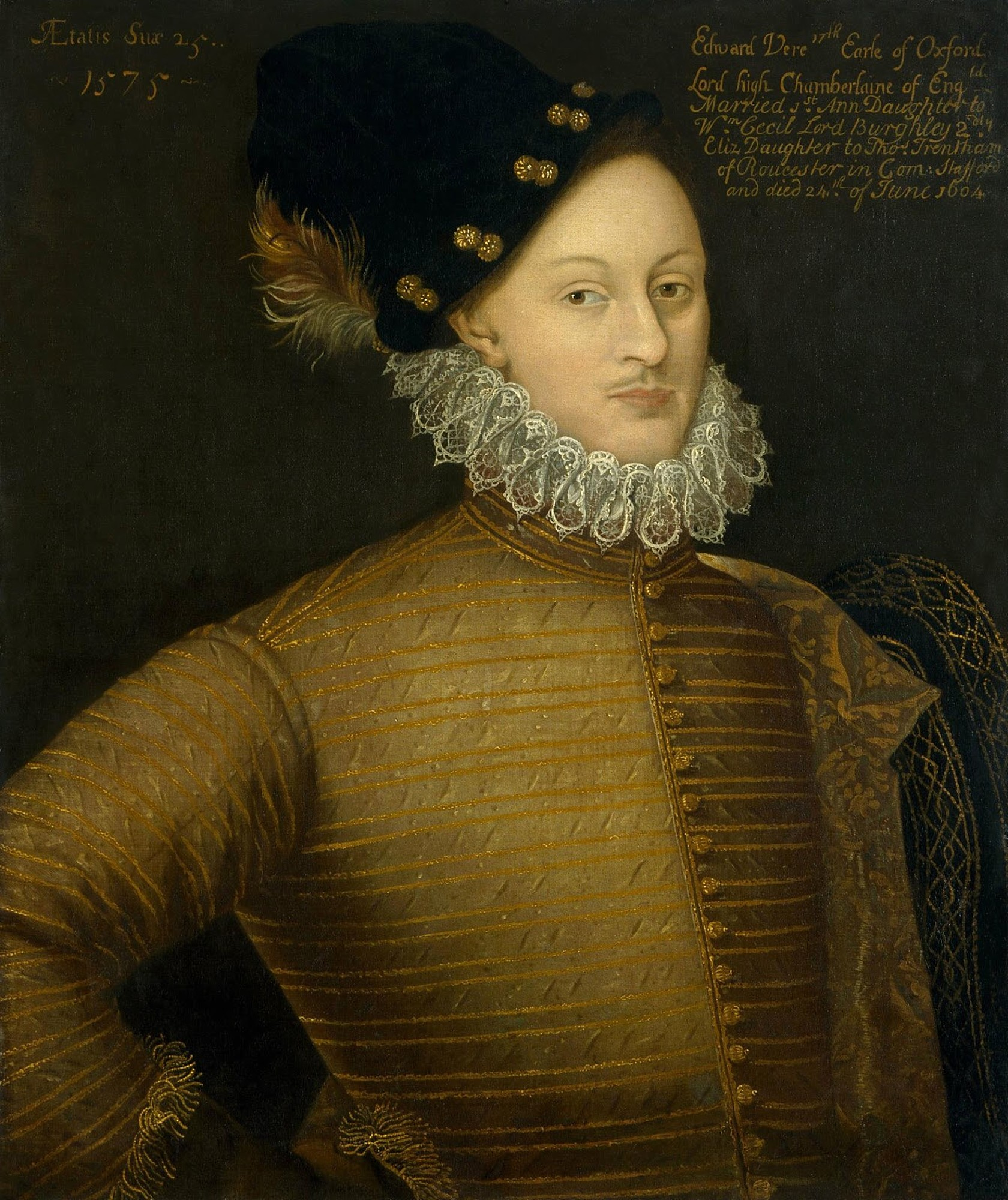
Edward de Vere, 17. hrabě z Oxfordu (1550–1604)

Od roku 1920 je vedoucím kandidátem na autorství Edward de Vere, 17. hrabě z Oxfordu, který byl dědičným nejvyšším komořím Anglie (Lord Great Chamberlain of England). Hrabě Oxford byl lyrický básník, dramatik, sportovec a mecenáš, který následoval svého děda a otce v podpoře hereckých a hudebních družin. Oxford byl významný dvorní básník, kterého vyzdvihovali jako dramatika mj. George Puttenham a Francis Meres. Meres jej zařadil do seznamu „nejlepších autorů komedií mezi námi“ („best for comedy amongst us“). Příklady jeho poezie jsou známy, ale nedochovalo se žádné divadelní dílo podepsané jeho jménem. Oxford byl znám svým literárním a divadelním mecenášstvím. V letech 1564–1599 mu bylo věnováno 33 vydaných knih, včetně děl Arthura Goldinga, Johna Lylyho, Roberta Greena a Anthonyho Mundaye. Oxford byl prvním nájemcem divadla U černých bratří (Blackfriars Theatre) v polovině 80. let 16. století a u královského dvora pořádal zábavy.
Oxfordiáni uvádějí, že jisté literární narážky naznačují, že Edward de Vere byl jedním z nejprominentnějších anonymních nebo pseudonymních autorů své doby. Také upozorňují na Oxfordovo spojení s londýnskými divadly a dramatiky, se Shakespearovými současníky, na jeho rodinné vazby, vztahy s královnou Alžbětou I. a se Shakespearovým patronem hrabětem ze Southamptonu, na jeho znalost dvorského života, jeho soukromé vzdělání a významné učitele.
Značná váha je přičítána Oxfordovým cestám na kontinent, především jeho téměř ročnímu pobytu v Itálii a Francii. Zde podle oxfordské teorie získal znalosti, které mohl zužitkovat při sepsání 16 her připisovaných Shakespearovi, které se odehrávají v Itálii nebo mají s touto zemí nějakou souvislost. Dalšími důkazy mají být četné podobnosti mezi Oxfordovým životem a událostmi v Shakespearových hrách, sonetech a epických básních a také paralely v jazyku, idiomech a myšlenkách mezi dopisy Edwarda de Vere a shakespearovským kánonem. Jedním z hlavních argumentů pro Oxfordovo autorství je nyní objev velkého počtu jeho rukou označených pasáží v tzv. Ženevské bibli, kterou vlastnil (Edward de Vere's Geneva Bible), dochované ve Washingtonu ve Folger Shakespeare Library. Tyto pasáže se vesměs v nějaké podobě objevují v Shakespearově díle.
Prvním, kdo vyčerpávajícím způsobem předložil otázku Oxfordova autorství, byl Angličan J. Thomas Looney. Identifikoval v Shakespearových dílech – zvláště v Hamletovi – osobnostní charakteristiky, které autora vykreslují jako excentrického aristokratického básníka, příznivce dramatu a sportovních zábav, s klasickým vzděláním, který cestoval do Itálie. Looney rozpoznal četné podobnosti mezi Oxfordovou a Shakespearovou poezií v užívání motivů a předloh, frázování a rétorických prostředků, což jej vedlo k uznání Oxforda jako autora Shakespearova kánonu. Od té chvíle, co byla v roce 1920 vydána Looneyho kniha "Shakespeare" Identified in Edward De Vere, the Seventeenth Earl of Oxford, stal se hrabě z Oxfordu rychle nejpopulárnějším alternativním kandidátem na autorství Shakespearova kánonu a nahradil v této roli Francise Bacona.
Rodinné vazby Edwarda de Vere jsou předmětem mnoha úvah. Patří mezi ně také řadou historiků konstatovaná podobnost postavy Polonia ze hry Hamlet s Oxfordovým tchánem, významným státníkem Williamem Cecilem, baronem Burghleym. Dále je pozoruhodná skutečnost, že iniciátoři Shakespearova Prvního folia (First Folio), tedy prvního vydání jeho her z roku 1623, byli Oxfordovi příbuzní, a to manžel jeho dcery Susan de Vere, Philip Herbert, hrabě Montgomery (pozdější 4. hrabě z Pembroke), a jeho starší bratr William Herbert, 3. hrabě z Pembroke.
Oxfordovo údajné užívání jména „William Shakespeare“ jako pseudonymu je zastánci jeho autorství přičítáno obavám ze „stigmatu zveřejnění“ (stigma of print) a rodinným ohledům. Podle tehdejší konvence autor náležící do vysoké šlechty nemohl uvést své jméno v souvislosti s veřejně předváděnými divadelními hrami. Hrabě z Oxfordu je také významným aktérem v ději, popisovaném řadou historiků, známém jako politicky výbušná „teorie tudorovského prince“ (Prince Tudor theory). Podle této teorie byl mladý Oxford kolem roku 1574 milencem královny Alžběty I. Je dovozováno, že Oxford věnoval básně Venuše a Adonis, Znásilnění Lukrecie a především sbírku 154 slavných Sonetů svému a Alžbětinu synovi Henrymu Wriothesleymu, který byl vychován jako 3. hrabě ze Southamptonu, avšak podle této teorie byl právoplatným tudorovským princem.
Do souvislosti s případným Oxfordovým autorstvím je dáván také důchod, který mu byl přiznán 26. června 1586. Královna Alžběta I. tajným výnosem nařídila vyplácet hraběti z Oxfordu ročně 1000 liber ze státní pokladny, tehdy velmi vysokou částku, poté, co ztratil téměř celé své velké jmění. Tento důchod mu byl vyplácen až do jeho smrti, tedy téměř 18 let, a to ještě i za Alžbětina nástupce krále Jakuba I. Byla to výsada, kterou panovnice udělila svému vysoce urozenému dvořanovi – a možná utajenému autorovi posléze vzniklých dramat, oslavujících rod Tudorovců. Oxfordiáni dovozují, že na těchto platbách závisela celá další existence Edwarda de Vere, což ho podle nich mohlo přimět, aby učinil vše pro neprozrazení své básnické a dramatické tvorby a zůstal ukryt pod pseudonymem William Shakespeare.
Oxfordiáni také tvrdí, že věnování Sonetů z roku 1609 – pisatelem krátké předmluvy a vydavatelem byl Thomas Thorpe – naznačuje, že autor zemřel před jejich vydáním a že rok 1604 (Oxfordovo úmrtí se obvykle datuje na 24. června 1604) byl rokem, kdy prokazatelně skončilo pravidelné vydávání „nově opravených“ a „doplněných“ Shakespearových her. Následně také datují většinu Shakespearových her více do minulosti než dosavadní standardní chronologie a uvádějí, že některé hry, které vykazují stopy revizí a spolupráce, mohly být zanechány hrabětem z Oxfordu nedokončené a po jeho smrti je dokončili jiní dramatici.

### Christopher Marlowe

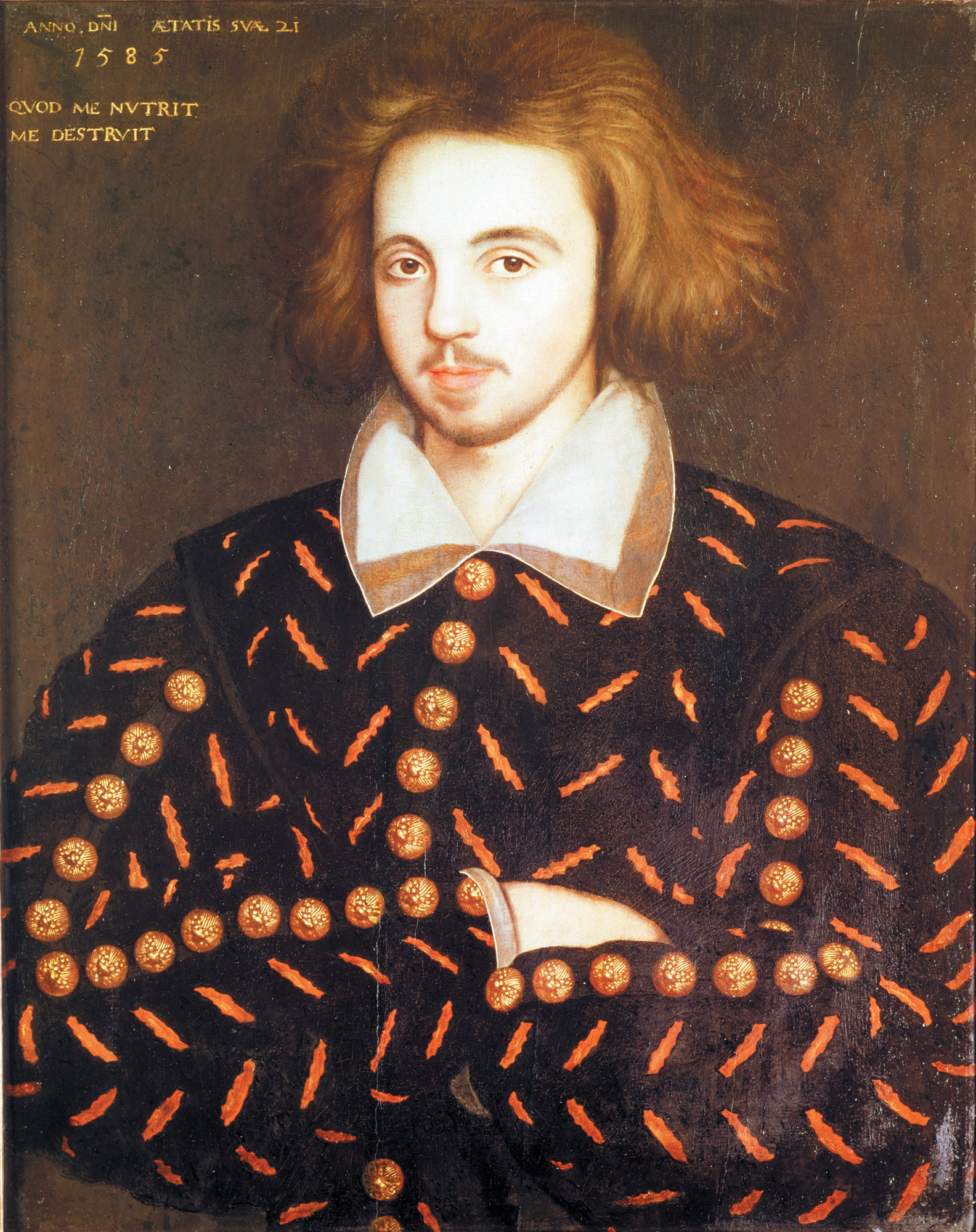
Christopher Marlowe (1564–1593)

Básník a dramatik Christopher Marlowe se narodil ve stejné společenské třídě jako William Shakespeare. Jeho otec byl švec, Shakespearův otec rukavičkář. Marlowe byl starší jen o dva měsíce, na rozdíl od Shakespeara ale šest a půl roku studoval na Cambridgeské univerzitě. Marlowe byl průkopník užití blankversu v alžbětínském dramatu a všeobecně je uznáváno, že jeho dílo Shakespeara značně ovlivnilo. Před rokem 1593 byly hrány všechny jeho hry, až na jednu či dvě.
Marloweovská teorie tvrdí, že Marlowova dokumentovaná smrt 30. května 1593 byla předstíraná. Královnin tajný agent Thomas Walshingham a další muži měli tuto falešnou smrt zosnovat, přičemž mělo být hlavním cílem umožnit Marloweovi prchnout před procesem a skoro jistou popravou, která mu hrozila po obvinění z podvratného ateismu. Tato málo důvěryhodná teorie poté tvrdí, že Shakespeare byl vybrán jako zástěrka, za kterou mohl Marlowe dále psát velmi úspěšné hry. Tato tvrzení jsou založena na úsudcích, odvozených z některých zvláštních okolností Marloweovy smrti, na stylistických podobnostech mezi Marloweovými a Shakespearovými díly a tajných významech, údajně nalezených v těchto dílech a dalších souvisejících pracích.
Marlowiáni upozorňují na to, že i když Marlowe a Shakespeare byli skoro stejně staří, první dílo, se kterým je William Shakespeare spojován jako autor, báseň Venuše a Adonis, bylo prodáváno se Shakespearovým jménem pod úvodním věnováním jen 13 dní po údajné Marloweově smrti dne 30. května 1593. Avšak v rejstříku nakladatelů bylo toto dílo zapsáno už 18. dubna 1593, a to bez udání autora. Byly také sestaveny seznamy slovních korespondencí mezi díly obou autorů.
Marlowe byl poprvé navržen za autora v roce 1884 jako člen skupiny autorů. Jako samostatný autor byl navržen v roce 1895. Zájem o něj byl oživen Calvinem Hoffmanem v roce 1955 a dnes je druhým kandidátem po Oxfordovi, avšak mnohem méně uváděným.

### William Stanley, 6. hrabě zDerby

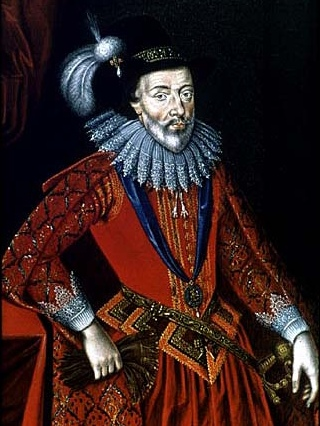
William Stanley, 6. hrabě z Derby (1561–1642)

William Stanley, 6. hrabě z Derby, byl poprvé navržen jako kandidát v roce 1891 Jamesem Greenstreetem a později podporován Abelem Lefrancem a dalšími. Greenstreet objevil, že jezuitský agent George Fenner v roce 1599 hlásil, že Derby „je zaměstnán psaním komedií obyčejným hercům“ („is busye in penning commodyes for the common players“). Ke stejnému roku existují záznamy o tom, že Derby financoval jednu ze dvou londýnských dětských družin, Chlapce od sv. Pavla. Derby také měl vlastní společnost, Derbyho služebníky, která v letech 1600 a 1601 opakovaně vystupovala u dvora. Derby se narodil tři roky před Shakespearem a zemřel v roce 1642, takže doba jeho života pokrývá obecně přijímané datování Shakespearových her. Derbyho iniciály byly W. S. a je známo, že se podepisoval „Will“, takže teoreticky měl důvod napsat slovní hříčky se jménem Will v některých Shakespearových sonetech.
V roce 1582 Derby cestoval po Evropě, navštívil Francii a možná Navarru. Marná lásky snaha se odehrává v Navaře a hra je možná založena na událostech, které se v Navaře staly v letech 1578–1584. Derby se oženil s Elizabeth de Vere, dcerou Edwarda de Vere, 17. hraběte z Oxfordu, nejčastěji jmenovaného alternativního kandidáta na Shakespearovo autorství. Jejím dědečkem z matčiny strany byl státník William Cecil, baron Burghley, mnoha badateli pokládaný za předobraz Polonia v Hamletovi. Derby se přátelil s bratry Williamem Herbertem, 3. hrabětem z Pembroke a Philipem Herbertem, hrabětem z Montgomery, pozdějším 4. hrabětem z Pembroke. To byla dvojice šlechticů, kteří pravděpodobně dali podnět k vydání Shakespearových her z roku 1623, tzv. Prvnímu folio, které je jim věnováno. Když kolem let 1628–1629 Derby převedl své statky na syna Jamese, ustanovil Pembroka a Montgomeryho jeho opatrovníky. Derbyho starší bratr Ferdinando Stanley, 5. hrabě z Derby, měl hereckou družinu Služebníky lorda Strange, jejíž někteří členové se později přidali ke Služebníkům královým, hereckému seskupení, se kterým je William Shakespeare ze Stratfordu nejčastěji spojován.